# Peissant
 (juillet 2022).
 (juillet 2022).
La mise en forme du texte ne suit pas les recommandations de Wikipédia : il faut le « wikifier ».
Les points d'amélioration suivants sont les cas les plus fréquents. Le détail des points à revoir est peut-être précisé sur la page de discussion.
- Les titres sont pré-formatés par le logiciel. Ils ne sont ni en capitales, ni en gras.
- Le texte ne doit pas être écrit en capitales (les noms de famille non plus), ni en gras, ni en italique, ni en « petit »…
- Le gras n'est utilisé que pour surligner le titre de l'article dans l'introduction, une seule fois.
- L'italique est rarement utilisé : mots en langue étrangère, titres d'œuvres, noms de bateaux, etc.
- Les citations ne sont pas en italique mais en corps de texte normal. Elles sont entourées par des guillemets français : « et ».
- Les listes à puces sont à éviter, des paragraphes rédigés étant largement préférés. Les tableaux sont à réserver à la présentation de données structurées (résultats, etc.).
- Les appels de note de bas de page (petits chiffres en exposant, introduits par l'outil «  Source ») sont à placer entre la fin de phrase et le point final[comme ça].
- Les liens internes (vers d'autres articles de Wikipédia) sont à choisir avec parcimonie. Créez des liens vers des articles approfondissant le sujet. Les termes génériques sans rapport avec le sujet sont à éviter, ainsi que les répétitions de liens vers un même terme.
- Les liens externes sont à placer uniquement dans une section « Liens externes », à la fin de l'article. Ces liens sont à choisir avec parcimonie suivant les règles définies. Si un lien sert de source à l'article, son insertion dans le texte est à faire par les notes de bas de page.
- La présentation des références doit suivre les conventions bibliographiques. Il est recommandé d'utiliser les modèles {{Ouvrage}}, {{Chapitre}}, {{Article}}, {{Lien web}} et/ou {{Bibliographie}}. Le mode d'édition visuel peut mettre en forme automatiquement les références.
- Insérer une infobox (cadre d'informations à droite) n'est pas obligatoire pour parachever la mise en page.

Pour une aide détaillée, merci de consulter Aide:Wikification.
Si vous pensez que ces points ont été résolus, vous pouvez retirer ce bandeau et améliorer la mise en forme d'un autre article.
Peissant est une section de la commune belge d'Estinnes, située en Région wallonne dans la province de Hainaut. La frontière franco-belge se situe à 5 km au sud, par le grand axe Route nationale 40.

## Étymologie
Le nom de la ville vient de Pescentum, dérivé du latin pascere qui signifie paître. Certains parlent de Piscant, vieux patois signifiant « village du pêcheur » parce qu’il y avait beaucoup d’étangs. Il existe diverses orthographes en fonction des périodes et pays : Peschant, Pessant, Pechant et Peissant.

## Géographie et population
La plus vieille source écrite recensant le nombre d'habitants remonte à 1409. Elle mentionne 724 habitants dont 37 feu.

### Évolution démographique
- Sources : INS, Rem. : 1831 jusqu'en 1970 = recensements, 1976 = nombre d'habitants au 31 décembre.

### Géographie
Le village est entouré de Erquelinnes, Croix-lez-Rouveroy, Fauroeulx, Vellereille-les-Brayeux et Merbes-le-Château. Le centre du village se situe à 5 km du centre de Erquelinnes, 10 km du centre de Binche et du centre de Jeumont, et 20 km du centre de Mons.
En 1409, la superficie de Peissant est calculée à 926,576 hectares.

#### Altitude
Basse : 114 mètres - Haute : 195 mètres - Moyenne : 148 mètres

#### Lieux-dits
Il existe plusieurs lieux-dits au sein de la section.
Ramquin est le lieu-dit où se trouvait l'arbre "Chêne Haudiez". On y fait mention d'un ancien édifice: Maison du leu (en wallon) signifiant la demeure du loup. Sur la carte du dépôt de la guerre (1865-1880) on y voit la notion Ferme du LeLoup.
La Grosse Borne (ou Breu, Aubreux, de la locution Au breû), un grand lieu boueux.
Le Chêne-houdiez (ou Chêne houdiez) est le nom d'une partie du bois et vient d'un chêne délimitant le territoire, de la même manière qu'une borne. On retrouve ses traces sur les cartes de Ferraris: Chêne Audy. 70 ans plus tard, sur les cartes de Vandermaelen, il devient Chêne Haudiez. Il s'agit également du nom des lotissements dans le bois de Peissant.
Le Bruliau (ou Brûliau) possède un hameau où se trouve le monument Mozin et Libotte. Son étymologie vient du Moyen néerlandais bruul et du gaulois brogolis signifiant "Petit bois clôturé". Cette zone est habitée à partir du début XIXe siècle.
Les Chaufours sont est une ancienne zone de four à chaux qui a maintenant disparu.
Mon Etuble (devenu La Marlière): Il s'agirait d'un ancien site où était extrait l'argile et le calcaire (le marne), la marlière étant devenu la marnière. Ce qui peut expliquer les objets, en argile, trouvés de l’époque gauloise.
La Meulière est une zone avec une couche de substrat en roche meulière.
Prail Lez Vaux signifie la vallée de prés.
(la) Praile (ou Praille, Prelle) est un ancien hameau, à l'entrée de Fauroeulx, qui est rattaché au village à la fin du XVIIIe siècle. Praille vient du wallon "prâle" découlé du latin "pratella" et se traduisant par petit pré.

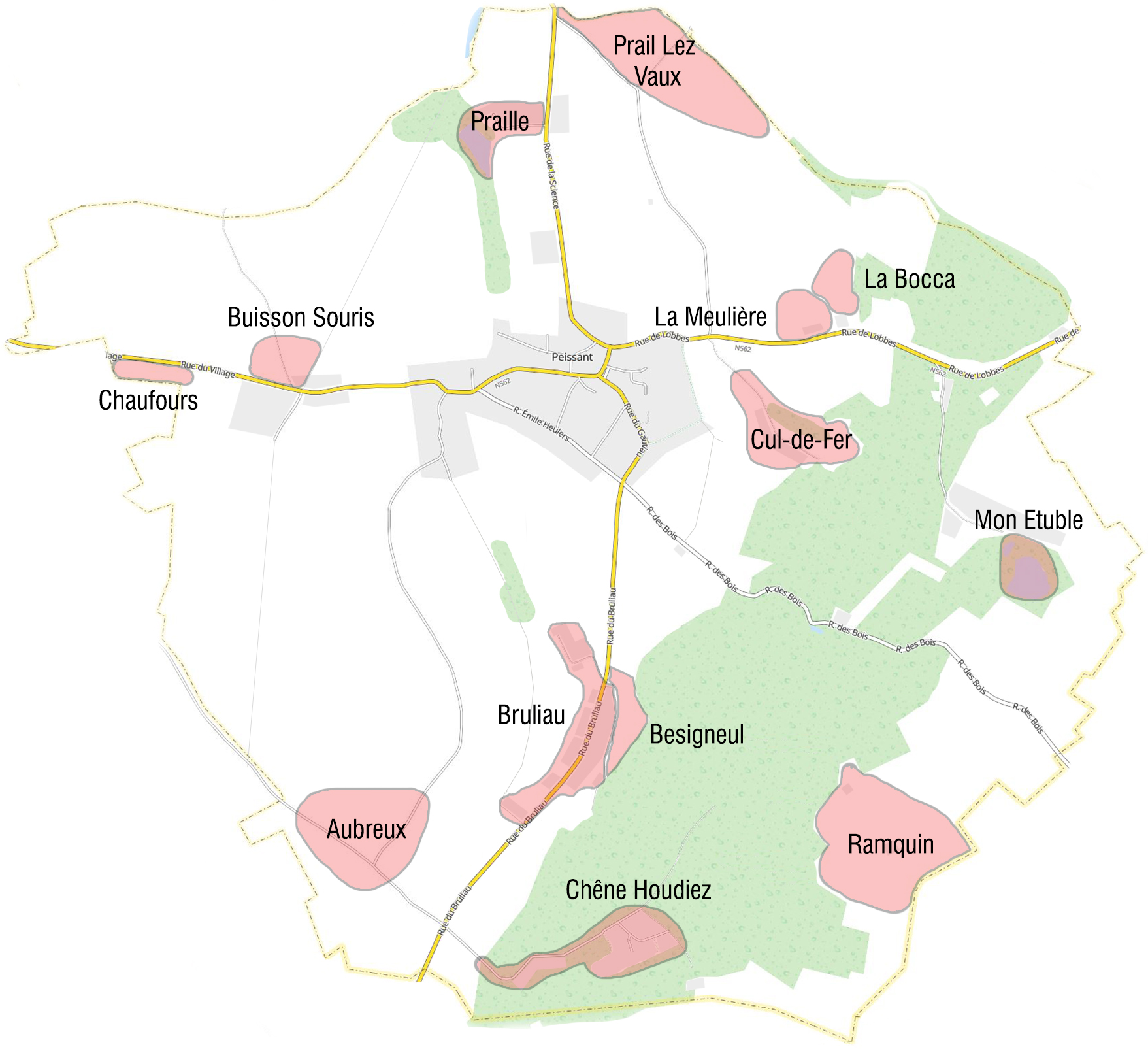
Peissant - Carte Lieu-dit

### Environnement
Inscrit dans la réglementation Natura 2000, le paysage est peu vallonné, entouré de champs, prairies et un bois, à l'est, délimitant Peissant, Merbes-le-Château, Erquelinnes et Vellereille-les-Brayeux. Ce bois est l'élément naturel le plus imposant du village.

#### Cours d'eau
Jusqu'au début du XIXe siècle, Peissant possédait de nombreux marais mais par l'urbanisation galopante, ces derniers ont disparu du paysage. De nombreux ruisseaux (dont la majorité sont souterrains), marais et étangs (privés), tous non navigables, composent le village.
Le ruisseau des Estinnes (ou l'Estinnes, référence: HN01R_06G) est le cours d'eau principal qui traverse plusieurs villages de la commune. Il prend sa source dans la zone du Bruliau. Pour Peissant, il est alimenté par un grand nombre de ruisseaux dont le ruisseau du Château (qui servait autrefois à alimenter le complexe agricole du château et créer une douve autour de ce dernier) et le ruisseau de Beauregard. La zone d'eau peissantoise fait partie de la section Haine 1 sous la masse d'eau BERWE030 et BERWM022.
Pour visualiser les points d'eau et autres informations sur ce sujet, GéoPortail Wallonie a mis à disposition une carte détaillée.

#### Faune et flore
Peissant possède une grande biodiversité naturelle et locale mais n’a pas d'animaux ou plantes exceptionnels à la région. Le village fait partie d'un couloir migratoire pour les oies sauvages et cigognes. Hormis pour les étangs privés, les animaux aquatiques (poissons) ne sont plus présents.

La roselière est un espace naturel protégé situé à l'est du village, en lisière du bois vers Merbes-le-Château, à la fin de la rue Bois de Ville, comprenant l'étang de la Marlière, appartenant à la réserve naturelle d’Estinnes. Cette zone de 2,5 hectares, comprise dans une zone de 7,34 hectares, est protégée depuis 2008 par le Département de la Nature et des Forêts et Natagora. Ce lieu à un grand intérêt pour l’avifaune.

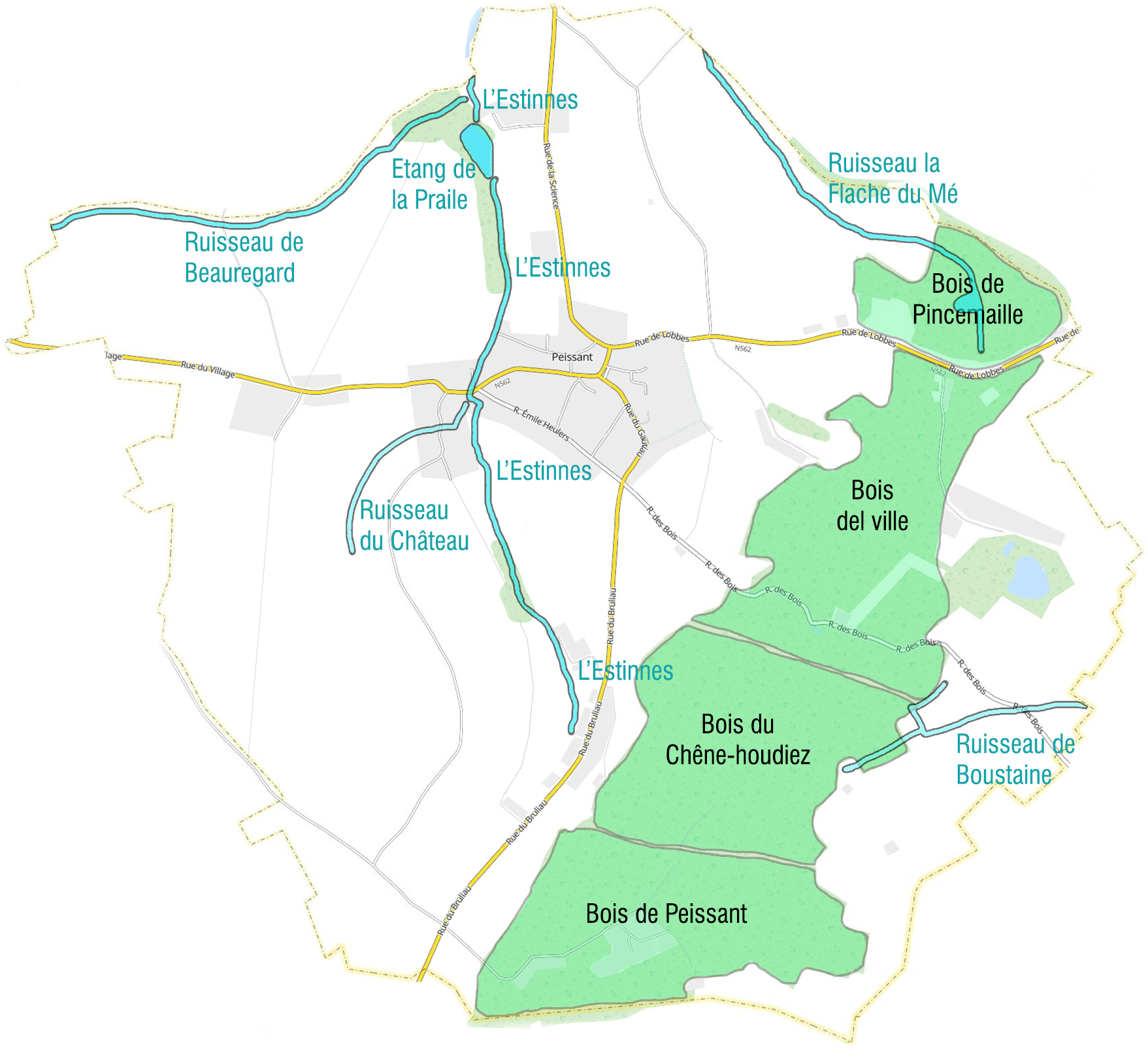
Peissant - Carte des cours d'eau et forêts majeurs.

## Histoire

### Origines
Jusqu'à la famille Cornet d'Elzius, Peissant est un domaine seigneurial. Le mot Peissant, pour désigner le village que nous connaissons aujourd'hui, est issu du nom de de cette famille. Peissant vit essentiellement de son agriculture, élevage, scierie et sablière. On retrouve des récits de Peissant dans le patrimoine d'autres villes belges mais également des Pays-Bas, Espagne et France puisqu'avant l'indépendance de la Belgique, la région était occupée par divers royaumes.
Grâce à la carte de Ferraris (1770-1778), l'Atlas des chemins vicinaux (1841), la carte de Vandermaelen (1846-1854) et la carte du dépôt de la guerre (1865-1880), des informations complémentaires permettent d'observer l'évolution de lieux, les points stratégiques militaires, le domaine, la démographie du village. Il est possible de voir la superposition de ces cartes via WalOnMap.

### Époque Gauloise
Les dernières fouilles archéologiques datent de 1946 par M. Breuer, qui faisaient suite à celle de 1943 où du mobilier funéraire (en terre sigillée italique) a été découvert et daté de la fin de l'âge de fer. En 1946, une nécropole du Ier siècle de notre ère ainsi que des tombes et quelques habitations du siècle suivant prouvent une occupation du village. De la poterie et des pièces de monnaie gauloises et julioclaudiennes font également partie des découvertes mais aucune continuité entre les périodes gauloise et galloromaine ne peut être affirmée.
Une carte des zones de fouilles est disponible via WalOnMap.

### De 1150 à 1706
D’après l’archéologue, historien et documentaliste du XIXe siècle, Théodore Bernier (1843-1893), la seigneurie fut cédée en 1150 par Nicolas Ier de Chièvres, évêque de Cambrai, à l’abbaye de Lobbes en échange de la seigneurie de Maresches (Maurage). À cette époque, le territoire est sous le régime des ducs de Bourgogne jusqu'en 1516.
À partir de cet échange et jusqu'en 1830, la seigneurie est louée et dépendante des moines de l'abbaye de Lobbes.
Elle appartenait à Ghislain (ou Gossuin) de Peissant, qui assista à un acte d’Odon. Cet acte a pour but de lever la sentence d’excommunication prononcée par Pascal II contre Gossuin, qui avait envahi l’abbaye de Liessies. Cette dernière obtient les 2/3 des bois de Peissant.
Après Ghislain, on retrouve une famille portant le nom de Peissant et qui fait partie du royaume des Pays-Bas. On ne possède pas d'information sur l'origine du nom de cette famille ni la relation qu'elle avait avec Gossuin mais Armand de Peissant (mort vers 1196), chevalier du royaume des Pays-Bas en fait acquisition pour sa famille. C'est sa fille, Fleurine (ou Flore, morte vers 1219) de Peissant qui en devient dame lorsqu'elle épouse en 1212 Nicolas V de Rumigny. Ce dernier deviendra seigneur de Peissant à la suite de cette union. La famille de Rumigny est une très vieille famille descendante des comtes de Metz et de Juliers, et est en très bonne relation avec les comtes de Hainaut.
Bien que Flore ait trois frères (Enguerrand, Siger et Raoul), ils ne sont pas apparentés à la seigneurie. Tout comme Wauthier de Peissant (mort vers 1221), que l'on retrouve dans l'histoire des Pays-Bas, qui n’a aucun lien avec la famille de Armand et le domaine.
Nicolas V de Rumigny-Florennes (1194-1257) restera seigneur jusqu'à sa mort. À la suite de cet évènement, le domaine sera légué au fils ainé, Hugues (né en 1213) qui fera la même chose que son père. Gilles dit Gillion, fils de Hugues, (1270-1328) prendra en main le domaine et deviendra seigneur de Hyon grâce à son mariage avec Catherine de Berlaymont.
Pendant presque deux siècles, le domaine est légué au fils ainé de chaque génération. La famille garde toujours de bonnes relations avec les comtes de Hainaut. Certains descendants deviennent chevalier, comme Jean I (1328-1393) à Reims lors du sacre du roi Charles VI en 1380, ou échevin de Mons, comme Jacquemart de Rumigny-Peissant (mort en 1468 à Ath). D'autres seront seigneur d'autres domaines en plus de celui de Peissant.
Au XVe siècle, Nicolas de Rumigny-Peissant (né en 1431 à Ath - Mort en 1495 à Mons) et Jeanne de Barbençon Donstiennes ont un fils, Jean III (mort en 1554) qui deviendra, en 1464, un seigneur de plusieurs villes (Gochenée, Sallieremont et Peissant). Entretenant toujours de bonnes relations avec les autres fief alentour, il permet à son ami Jean de Goegnies d'établir un fief dans Peissant vers 1473 où le fils de ce dernier, Guillaume, vivra jusqu'en 1502-1505 à Peissant. En 1496, Nicolas rassemble Ressaix, une seigneurie proche, sous son pouvoir faisant de Peissant un grand domaine Ressaix-Peissant. S'ajoute la ville de Pecquereau, par son mariage en 1506, à Marie de l'Estoret.
À partir de 1516, Peissant n'est plus sous le régime des ducs de Bourgogne et passe sous le territoire du royaume des Pays-Bas espagnols appelés également les Dix-Sept Provinces, jusqu'en 1714, mais rien ne change pour le domaine. La famille Rumigny-Peissant continue de vivre à Peissant et de gagner et-ou perdre d'autres territoires par divers relations politiques.
En 1520, Marie et Jean III ont un fils du nom de Lancelot. Il perdit le pouvoir de Gochenée et de Sallieremont mais gagna La Haye dont il sera seigneur (en plus de Ressaix-Peissant et de Pecquereau). Il épouse Marguerite de Hertaing avec qui il aura deux enfants, Jean IV (né en 1555) puis Jeanne (née en 1579). L’aîné devient seigneur des domaines de ses parents puis épouse Catherine van Berchem avec qui il aura une fille du nom de Catherine (née en 1579), Jean IV à 24 ans. Catherine épousera Jean-Baptiste Anceau de Clermont et n’auront pas de fils ce qui aura pour conséquence que le domaine sera légué à la sœur de Jean IV, Jeanne, en faisant perdre tous les autres domaines.
Jeanne dite la Jeune de Rumigny-Peissant, fille de Jean III et Marie, épouse Jean de Hertaing (mort en 1608). Par cette union la famille de Rumigny-Peissant s'éteint dans l’histoire du village pour laisser place à une nouvelle du nom de Hertaing mais celle-ci sera de courte durée.
Jean et Jeanne auront deux enfants, Nicolas et Charlotte. Le fils sera seigneur de Peissant et épouse Anne Alexandrine de Thiant avec qui il n'aura pas d'enfants. À la mort de son mari, en 1626, Anne Alexandrine se remarie avec Adrien d’Ioville (ou Diauville). Ce remariage est une grosse erreur pour Anne Alexandrine car le roi Philippe IV édita une obligation de confiscation du domaine de Peissant, considérant cet acte anti-chrétien. De ce fait, le 4 août 1635, le domaine est saisi et octroyé à Maximilien Van Broechem, un noble flamand. Ce dernier laisse la gestion du domaine à famille d'Argenteau tout en restant le propriétaire durant trois générations.
Jacques III d’Argenteau (1579-1624) est le premier seigneur de cette famille à Peissant. Il épouse Charlotte de Hertaing (1563-1638), fille de Jean de Hertaing, et devient Dame de Peissant et du Vivier. C'est une période de restauration pour quelques bâtiments iconiques de Peissant dont le millésime du chœur de l'église Saint-Martin en 1616. Jacques et Charlotte ont plusieurs enfants dont Charles (mort en 1695) qui hérite des domaines de son père : Ligny, Verlaine, Tongrines, Walhain et bien d'autres. Du 11 décembre 1642 au 30 septembre 1643, Charles obtient une main-levée du domaine pour pouvoir y régler la gestion complète que ne pouvait pas faire la famille Van Broechem. Charles aura une fille, Marguerite Claire, ce qui donnera fin à la lignée sur le Hainaut, à l'acte du roi Philippe IV et aux titres de la famille sur tous les autres domaines en dehors de Peissant.
Marguerite Claire d’Argenteau (morte en 1698) épouse Jean Hubert de Corswarem (mort en 1703), baron de Longchamps et devient seigneur de Peissant puis noble de Hainaut grâce à cette union. Ils ont plusieurs enfants, dont Charles François de Corswarem (mort en 1747) qui deviendra comte de Looz-Corswarem et d'Elzius et conseiller du roi en Hainaut par ses épousailles avec Marie-Thérèse d’Elzius (1671-1747). En 1706, après une carrière militaire, Jean Hubert quitte Marie-Thérèse et devient religieux. Cela met fin à la lignée familiale mais avant de partir, il vend la seigneurie de Peissant et le bois de Sallieremont à François Cornet d'Elzius.

### De 1706 à 1830
On y fait mention de cette famille, par le recueil historique héraldique belge, de 1366 à 1923 en tant que comte et comtesse dans diverses villes de l'actuelle Belgique et par certains membres, propriétaire de Peissant.
François Cornet (1670-1739) devient propriétaire de Peissant en 1706 via la vente de l'ex-mari de sa sœur, Marie-Thérèse d’Elzius. Il aura un enfant, Léonard François de Cornet (1697-1783) qui sera comte d’Elzius, seigneur de Peissant, magistrat et échevin à Mons. Durant sa vie, il déploie de nombreux travaux pour Peissant dont l'achat de la masse d'Autel à l’abbaye de Saint-Ghislain en 1714 puis la reconstruction, en 1757, du clocher de l’église ainsi qu'une partie de l’édifice, dans un style semi-classique.
Léonard François de Cornet se marie avec Anne-Rose Daneau, avec qui il aura trois enfants. L'ainé, François Xavier Joseph Charles Cornet (1733-1792) n'aura pas d'enfant et le domaine ira à son frère, le comte Gommar Ignace Antoine Cornet de Greez (1735-1811).
1794 est l'année la plus dramatique pour Peissant. Durant la campagne de la bataille de Fleurus, le village a été pris trois fois et entièrement saccagé par les nombreux combats entre les troupes de l’empereur d’Autriche et de la Première République française. À la suite de cette destruction, Peissant construit des maisons en dehors du centre ! « Le bruliau » voit apparaitre quelques habitations et fermettes, et le hameau de la praile est rattaché au village. Peissant entre sous l'occupation de la République, jusqu'en 1815, et les diverses institutions juridiques sont revues comme suit : département de Jemappes et canton de Merbes-le-Château.
Avec une politique républicaine et fin de la bourgeoisie, Peissant perd le titre de seigneurie pour devenir un village dans sa définition actuelle.

### De 1830 à aujourd'hui

#### Le domaine

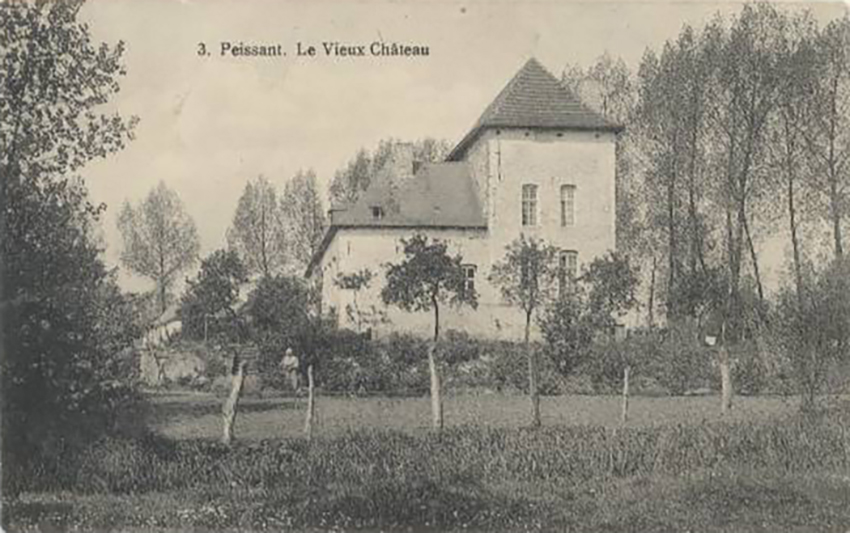
Château de Peissant - Photographie XIXe siècle - Carte postale, date inconnue.

À la mort du comte Gommar Ignace Antoine Cornet de Greezle, le frère cadet, Gabriel Cornet de Peissant est à la tête du domaine jusqu'à sa mort. La comtesse, douairière de Gabriel, fait du domaine la dote de mariage à sa fille ainée qui épouse le Marquis Théodore d’Yve de Bavay (mort en 1844). Au décès du marquis, quelques mois après le legs, la seigneurie passe à son fils Félix (mort en 1904 à Peissant) qui a deux filles : Aline et Anne. Elles reçoivent chacune une part du domaine, à la mort de leur père : les 3/5 pour la comtesse Aline d’Yve de Bavay et le reste pour sa sœur, la comtesse Anne, qui obtient la partie actuelle de Peissant, avec son château dans lequel elle vit.
Anne, ne sachant plus entretenir le domaine, fait don en 1932 de sa part à l'exploitant de la ferme du château, Monsieur Fernand Wilmet. Il restaure le château et continue l’exploitation agricole jusqu’en 1959.
Mr Wilmet vend sa partie à Monsieur Myle en 1983 qui, un an plus tard, détruit le château et toutes les dépendances pour « destruction volontaire et par manque d'intérêt total des lieux ». Cet emplacement devenue une grange, au numéro 4, rue Paul Hainaut, fait perdre à Peissant un emblème historique belge datant du Moyen Âge bâti sur des fondations antérieures.
Quant à la seigneurie au centre du village, le bâtiment est classé au Patrimoine « Bien classé et zone de protection », ce qui lui vaut diverses aides pour la restauration et conservation, et à terme créer un tourisme autour de cette architecture.

#### Le village

##### 1830 à 1857
Avec l'indépendance du pays, les mœurs changent. La bourgeoisie n'exécute plus de pouvoir et la politique laisse place à une démocratie du peuple qui élit son représentant politique. Peissant fonctionne sous la province du Hainaut dans l'arrondissement administratif de Thuin, avec comme arrondissement judiciaire, Charleroi, toujours sous le canton de Merbes-le-Château héritage judiciaire de l'occupation du royaume des Pays-Bas.
Le village prend son identité, les fermes sont des propriétés privées et les habitants ne doivent plus répondre au seigneur local.

##### 1857 à 1984
Le 2 août 1857 marque le début d'une grande époque pour le village : l'inauguration de la Ligne 108, actuellement le RAVeL.
En présence du Roi Léopold II, cette ligne ferroviaire permet à Peissant une communication rapide avec les villes alentours pour le transport de personnes et de marchandises (viande, céréales, bière, sable, bois, minerai de fer, légumes) venant de l'agriculture et des mines du Chêne-houdiez. La gare est établie à l'actuel croisement entre la rue du village et le RAVeL mais le bâtiment n'existe plus et a laissé place à une structure agricole.
Peissant n'a pas été épargnée par les deux grandes guerres du XXe siècle. On retrouve quelques récits de la Première Guerre mondiale sur des opérations stipulant Peissant. Des monuments symbolisant des conflits de la 2e guerre mondiale sont érigés après la libération en 1944.
Après les guerres, le village revit de son économie et cette richesse de vie lui permet d'avoir deux brasseries, de nombreux bars et cafés, une banque-assureur, une épicerie, une boulangerie et une boucherie qui font vivre le quotidien des habitants.
Durant cette période, on note quelques anecdotes journalistiques et faits divers : 1923, un trafic de viandes avariés est découvert dans le village, 1952, le club de tennis de table RCTT voit le jour et sera suivi 4 ans plus tard par la société de Gilles « La Neutrale ». Le 4 novembre 1962 marque la fin du transport de voyageurs pour la Ligne 108, ce sera le premier signe d'une perte économique pour le village.

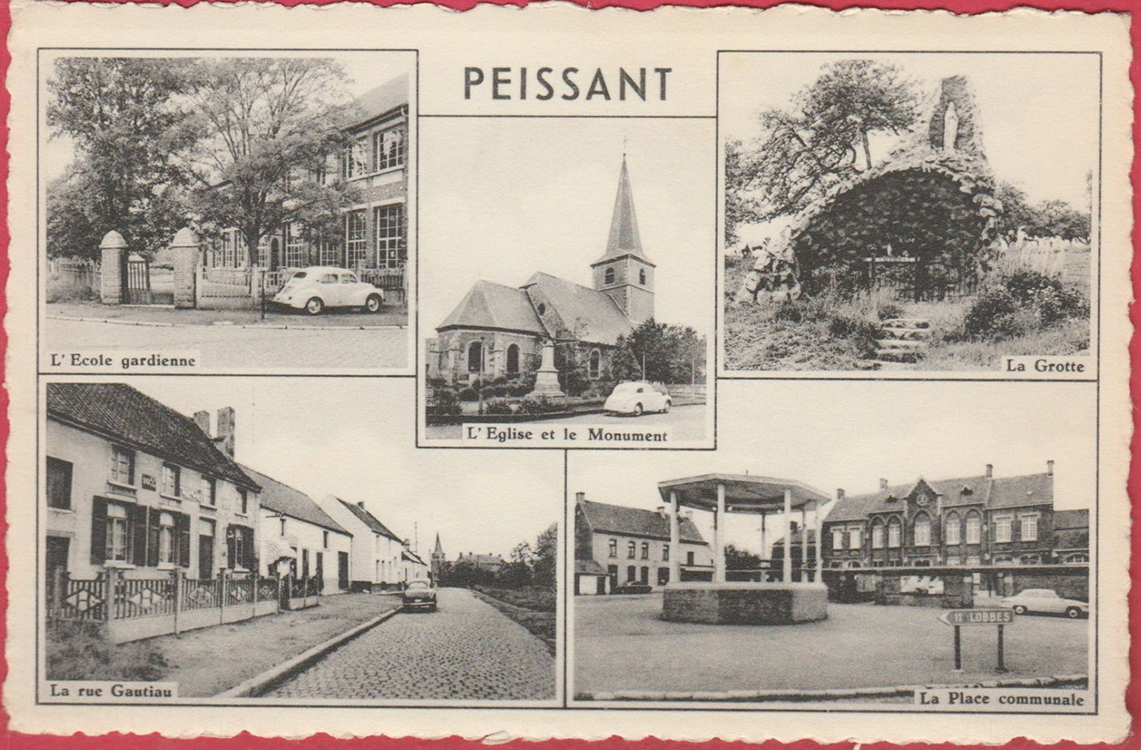
Photographies de 5 vues de Peissant - Carte postale - Après la 2ème guerre mondiale - Editions M. Arnould, Peissant.

En 1975, un projet de maisons de vacances écologiques et autonomes (avec une petite ferme éducative, des activités pour tous les âges, etc.), dans le bois de Peissant, est créé pour valoriser le potentiel paysager, le dépaysement urbain et l'attrait touristique par sa proximité avec la France.
Lors de la fusion des communes le 1er janvier 1977, des élections sont proposées aux citoyens des villages de Belgique. Au début, le village de Peissant souhaite fusionner avec la commune d'Erquelinnes mais après concertation des bourgmestres, le choix se porte sur Estinnes-au-Mont. Une liste électorale pluraliste Entente Communale Pluraliste (ECP) est créée et sera élue le 10 octobre 1976 à 59,04 % (face à deux autres listes) pour permettre l'assimilation sous l'actuelle commune d'Estinnes. Cette fusion permet à Peissant, comme beaucoup de villages en Belgique, de ne pas disparaitre car souffrant du manque de subsides par l’État dû au trop grand nombre de villages à aider.
Le dernier bourgmestre de Peissant est Monsieur Louis Mol.

##### 1984 à aujourd'hui
La fermeture de la ligne 108, en 1984, est le deuxième signe de la descente économique du village. La communication ne se faisant plus avec les autres villes (passagers et marchandises), les mœurs évoluent vers des horizons moins agricoles en se dirigeant sur des villes alentours (Mons, Binche, Charleroi et Erquelinnes) qui s'industrialisent rapidement.
En 1987, plus aucun espoir de revoir cette ligne, même si de nombreuses idées ont été données, car la partie reliant Grand-Reng à Binche est totalement déferrée. Cela a pour conséquence de voir les services locaux décliner et en 1998 la brasserie de La Praile sera l'un des derniers commerce à fermer avec un magasin de proximité Spar qui se situait dans la rue du Gautiau. Il restera que le bar « Le commerce » en activité, depuis 2000 ; un magasin de proximité au croisement des rues A. Brogniez et de la Science ouvrira durant quelques mois, au début des années 2000, mais ne résistera pas face aux supermarchés qui fleurissent sur Erquelinnes.
En 1994, pour diverses raisons, le projet de village au Chêne houdiez est abandonné. Les locataires présents deviennent propriétaire de leur bâtisse et gestionnaire des lieux. Par un long combat de ces derniers, le projet sera admis dans le projet de sauvegarde Natura 2000, en 2001.
Vers 2008, une grande partie du bois est loué à des investisseurs forestiers flamands tout en restant propriété de la commune d'Estinnes.
Le 14 juillet 2010, une tempête avec des vents de plus de 150 km/h, fait de nombreux dégâts au village et à une partie de la Belgique,.
En 2013, la ferme Saint-Martin obtient le coq de cristal, élue pour le meilleur beurre de Wallonie ce qui fera une publicité au village. Le reste de son économie vient exclusivement de fermes produisant céréales, tubercules, lait et viande bovine + porcine (cette dernière disparaitra du paysage Peissantois vers 2017).
Des évènements comme le 1er festival de Kart, organisé le 12 août 2018, pour les 20 ans du Formula Club Belgium, des expositions de vieilles automobiles, marchés… permettent à Peissant de ne pas être oubliée. À partir de 2021, l'association Tanks in Town organise chaque été une grande manifestation et exposition de véhicules militaires au public, dans les rues et prairies de Peissant pour commémorer la libération de la Belgique, et plus précisément la région de la seconde guerre mondiale,.
Juste avant la crise du covid-19 divers projets s'ajoutent pour redorer la richesse et le savoir-faire que possède Peissant. La plupart de ces projets viennent de la reconversion de fermiers (ou leurs enfants) et d'habitants voulant faire évoluer l'identité du village. Tout comme en 1990, quand le village s'était uni contre un projet de décharge publique dans le bois du Chêne-houdiez, les Peissantois et Peissantoises sont toujours présents pour protéger leur paysage, tranquillité et biodiversité comme avec les projets d'éoliennes, ou le cambriolage qu'ils se défendent depuis longtemps.
En 2022, neuf fermes, un magasin local et bio, un bar et un marché hebdomadaire représentent l'économie de vie, en plus des évènements (fête calendrier, soirée thématique…) organisés par l'ASBL Quartier de vie depuis sa création en 2005.

## Héraldique
|  | Le blason est issu des armes de la famille médiévale Peissant, tirées du sceau du conseil municipal du XIIIe siècle. Ils furent seigneurs de Peissant du XIIIe siècle au XVIIIe siècle. Blasonnement : De gueules à la fasce d'argent, accompagnée de 15 macles du même, huit en chef, posées 4 et 4 et 7 en pointe, posées 3, 3 et 1. - Arrêté royal : 27 octobre 1930 |

## Archives

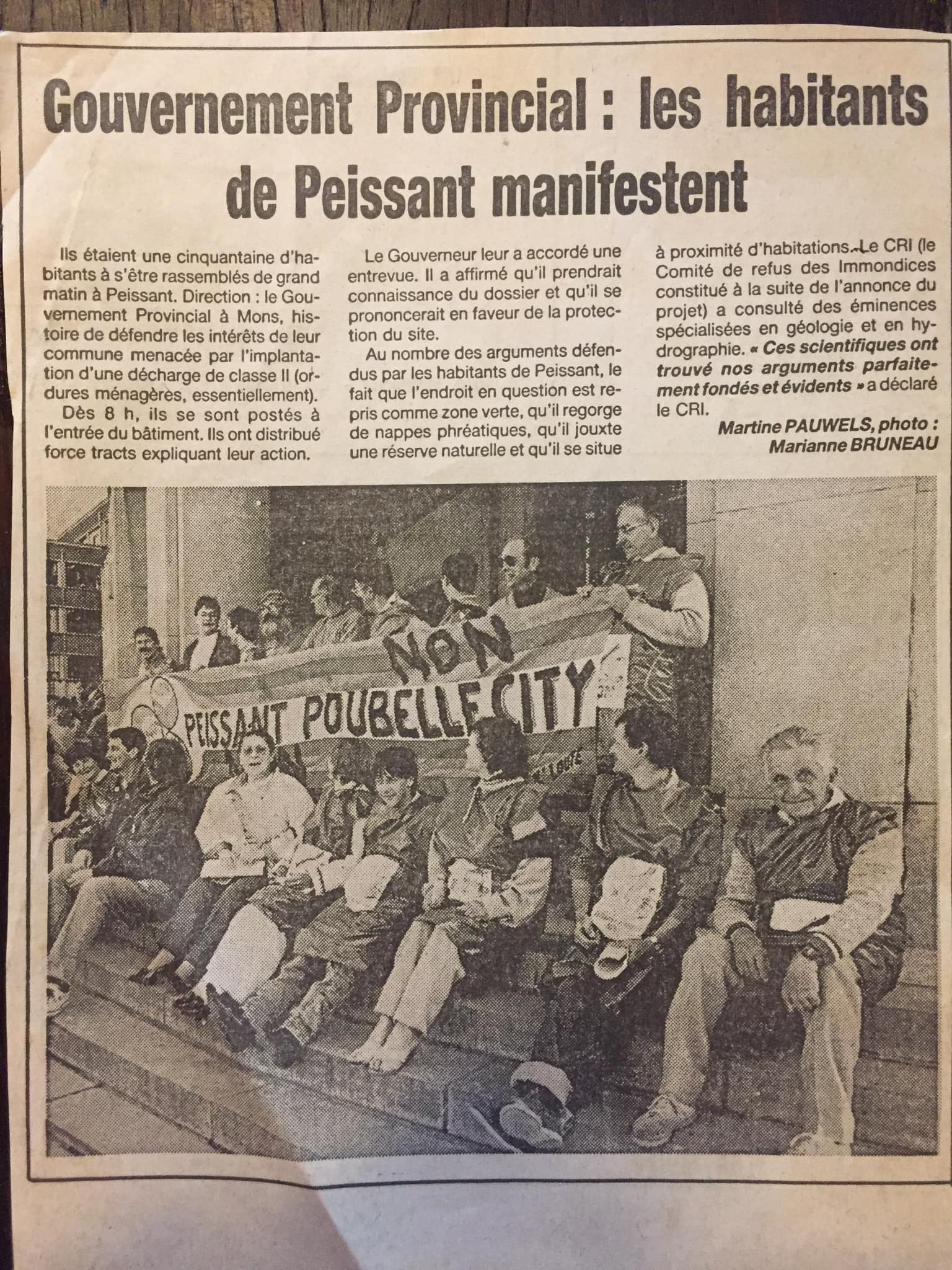
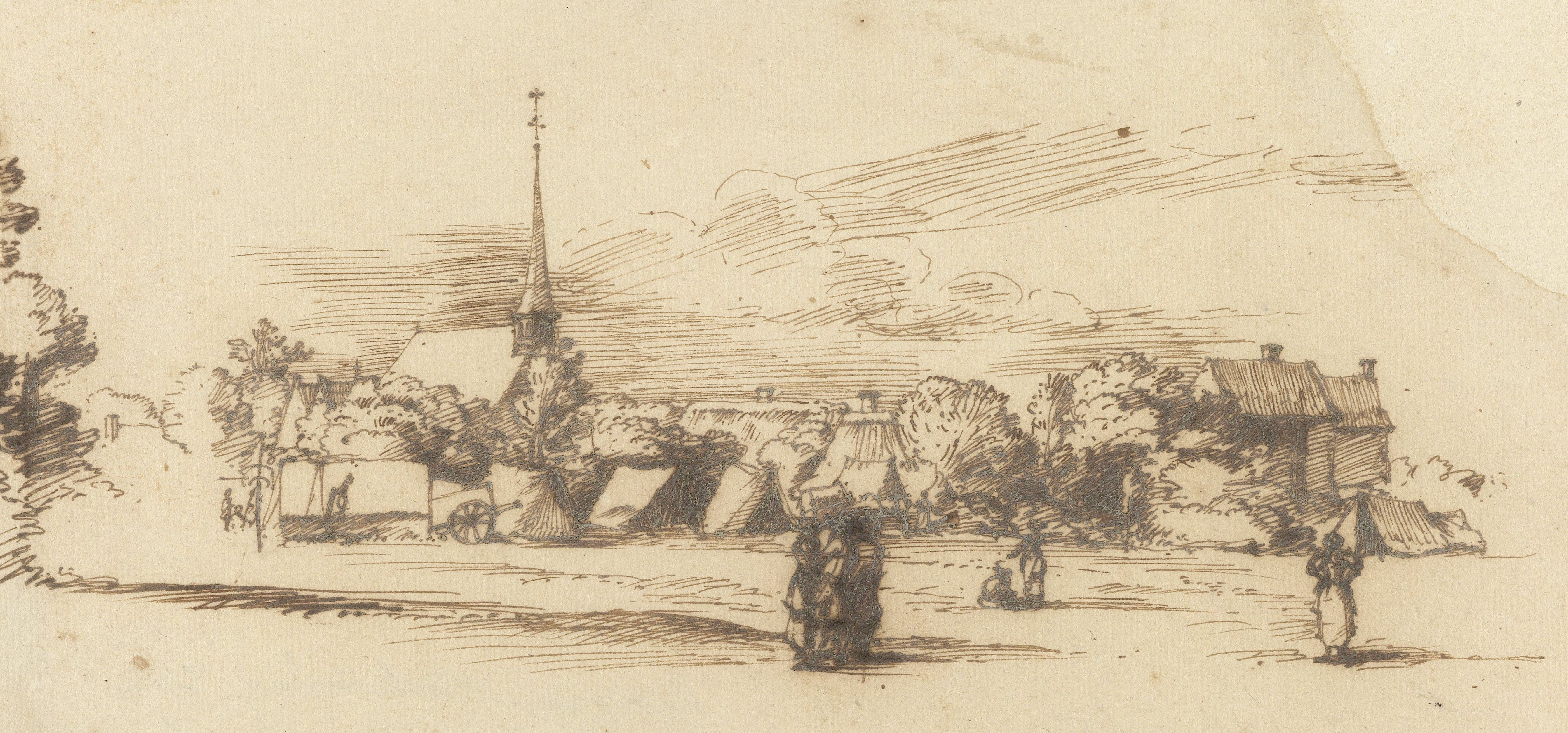
Croquis de Peissant par Constantijn Huygens (II) en 1677.
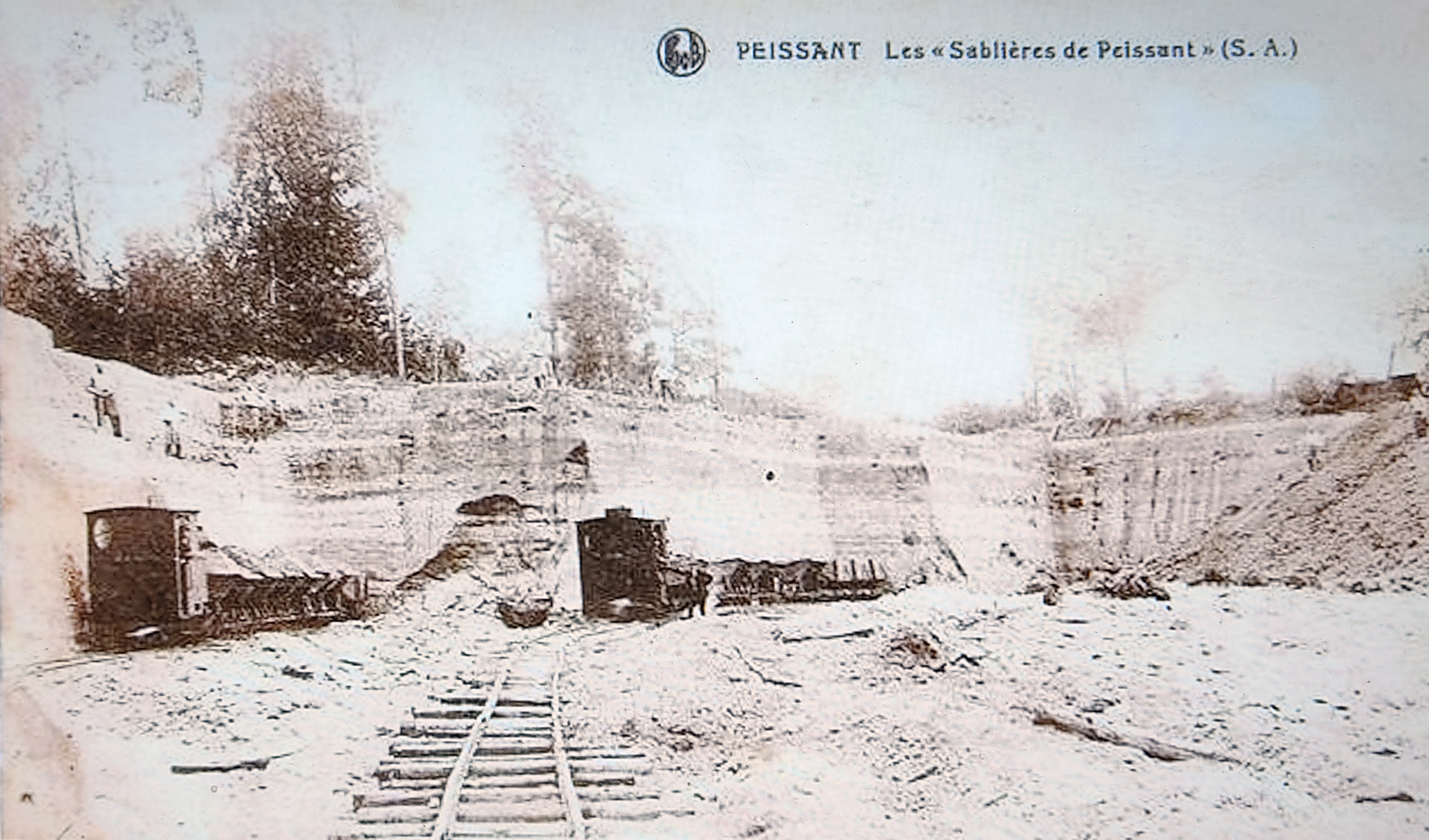
Sablière de Peissant.
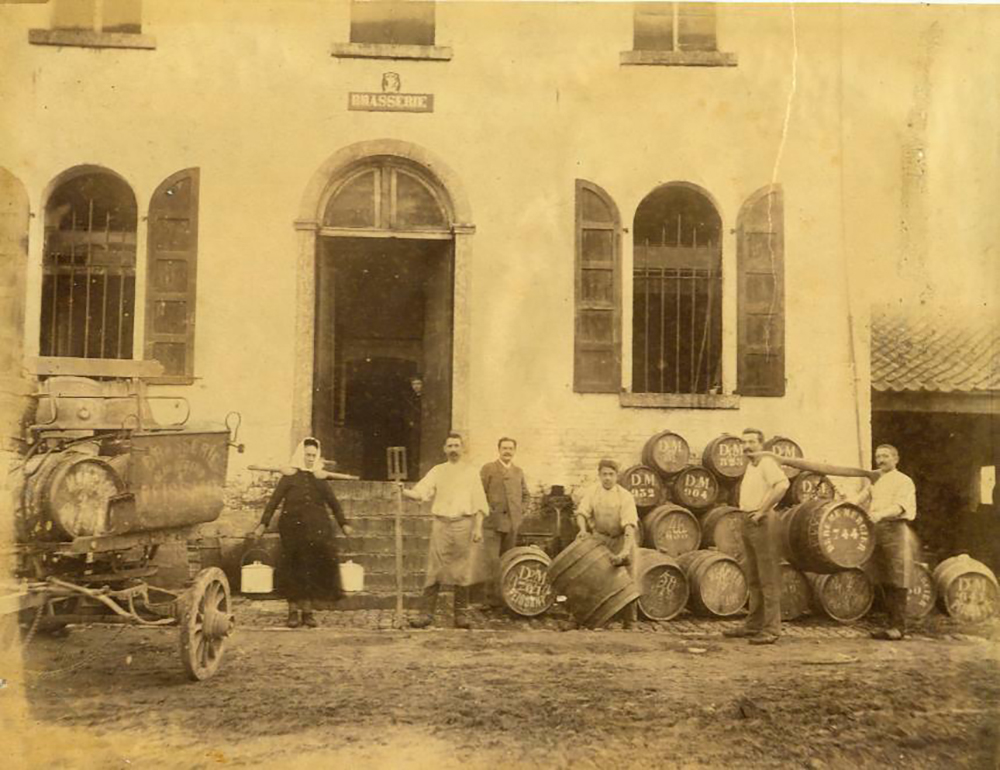
Photo carte postale de la Brasserie Derême à Peissant - Date inconnue mais probablement datant du début XXème siècle.
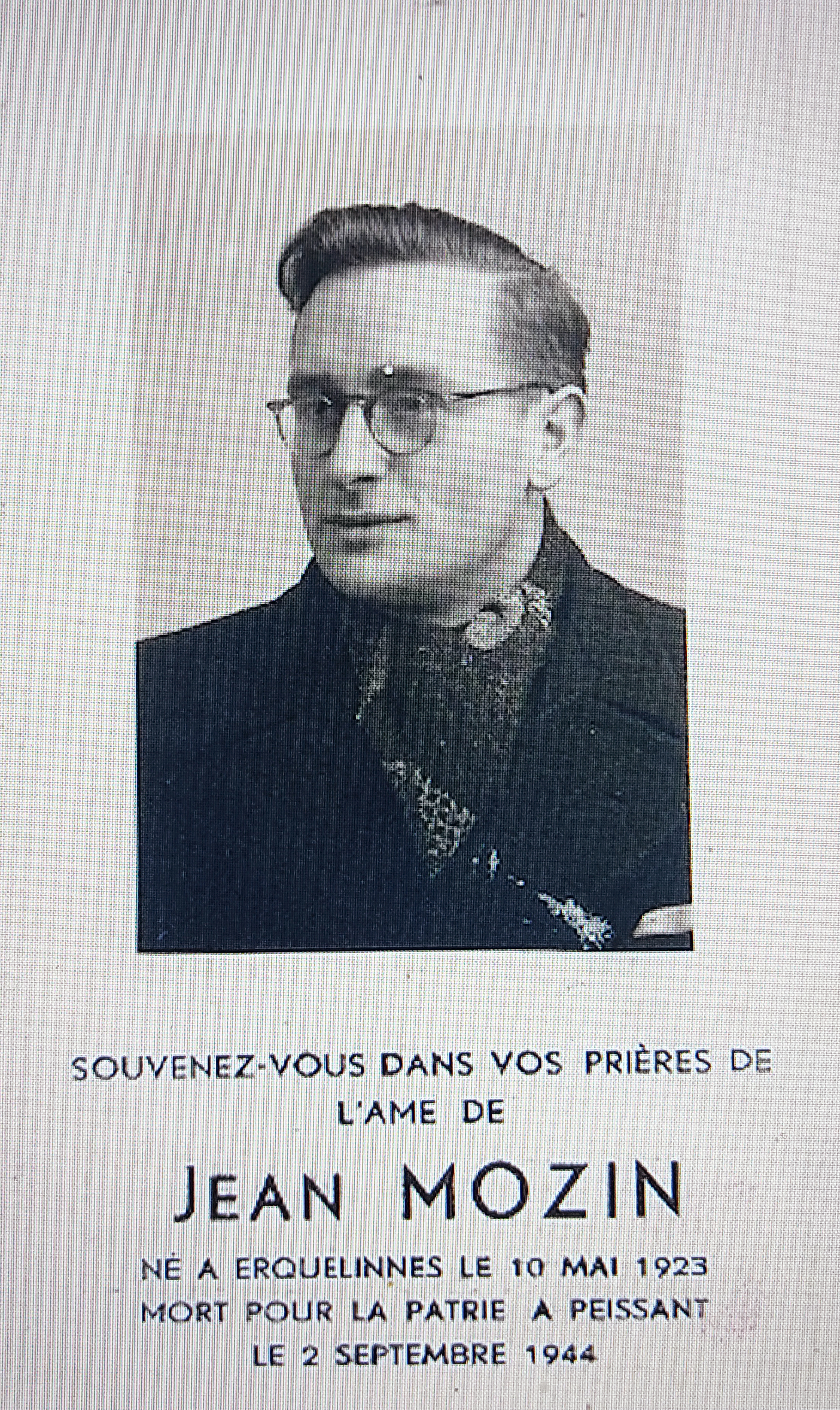
Acte de mort et photo de Jean Mozin, mort à Peissant durant la 2ème guerre mondiale. Monument Mozin et Libotte (rue du bruliau) en hommage à ces résistants.

## Patrimoine et folklore

### Architecture
Le style architectural est situé entre le XIXe siècle et le XXIe siècle dans un style classique industriel avec parement de brique rouge traditionnel et pierre bleue apparente, pour les plus vieilles constructions ; les toitures sont en tuiles brun moyen ou foncé. Une grande partie des vieilles bâtisses ont leurs façades peintes en blanc.

### Patrimoine
1. Monument aux morts Mozin et Libotte[34], rue du bruliau, à l'entrée du hameau.
Inscription du monument : Ici sont morts pour la patrie le 2 septembre 1944 Jean Mozin et André Libotte soldats de l'armée secrète Belge section Erquelinnes. Passant salue et souviens-toi.
Inscription de la plaque pour les 100 ans de la Première Guerre mondiale: 1914-1918 - 2014-2018 En mémoire de tous ceux qui, durant la Première Guerre mondiale, sont tombés pour la liberté et la démocratie de la part du Vice-Premier Ministre et Ministre de la Défense Pieter De Crem.
2. Chapelle Notre-Dame de Bon-Secours, au début de la rue des bois. Construite en 1742 puis rebâtie en 1882, elle fait partie du pèlerinage pour se rendre, à l'époque, jusqu'à la Chapelle Notre-Dame-du-chêne-entre-deux-bois, devenue aujourd'hui la Basilique Notre-Dame de Bon-Secours à Péruwelz. Selon la croyance, elle est bâtie pour repousser les maux et maladies par la bénédiction de la Vierge Marie.
Inscription de la plaque sur le monument: Passant recueille toi et respecte ces lieux Saints que Notre-Dame de Bon-Secours te protège.
3. Kiosque Mozin et Libotte, sur la place du même nom, restauré en 2011 par le Lions Club Estinnes-Quévy.

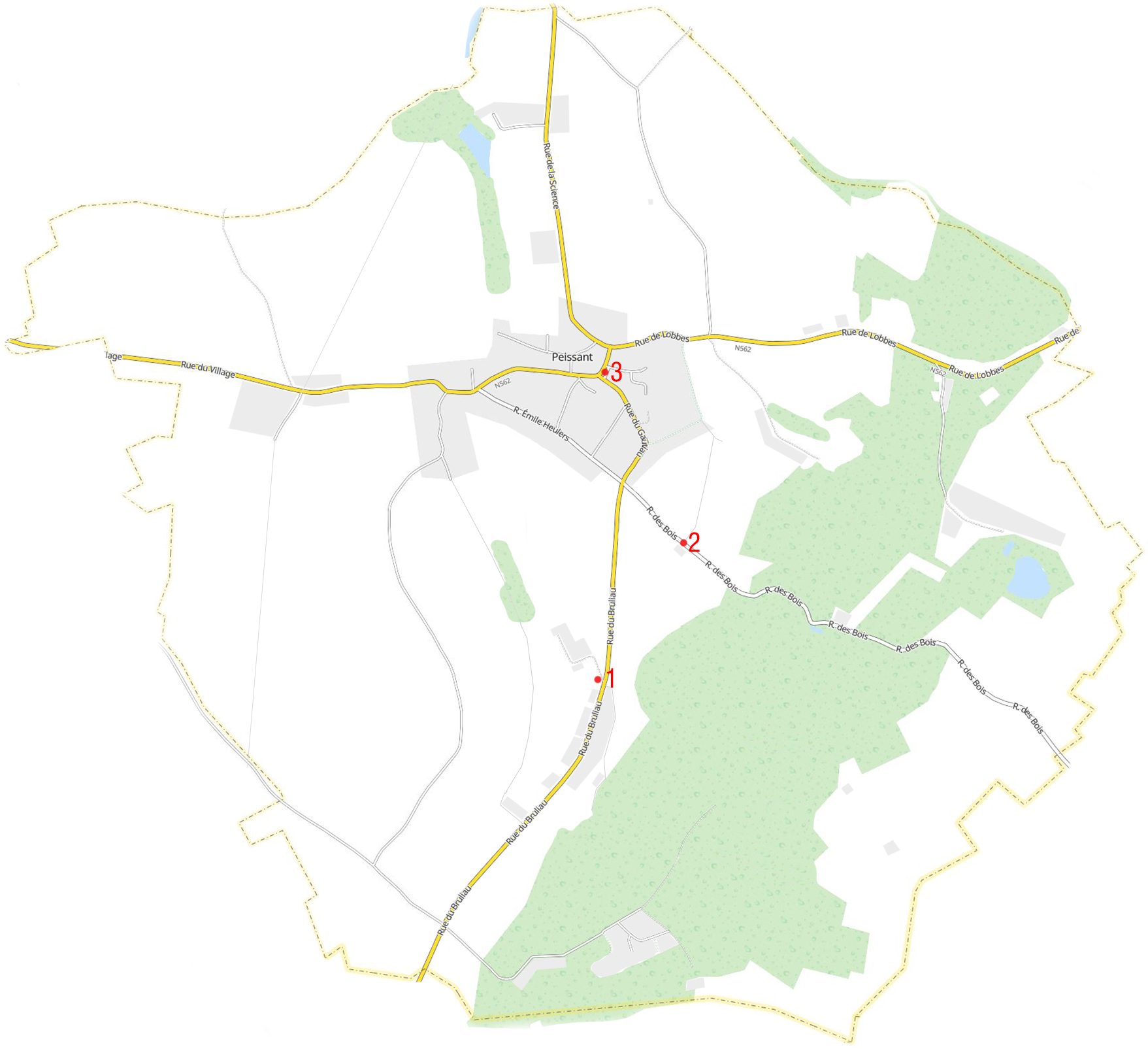
Peissant - Patrimoine en date d'octobre 2022.
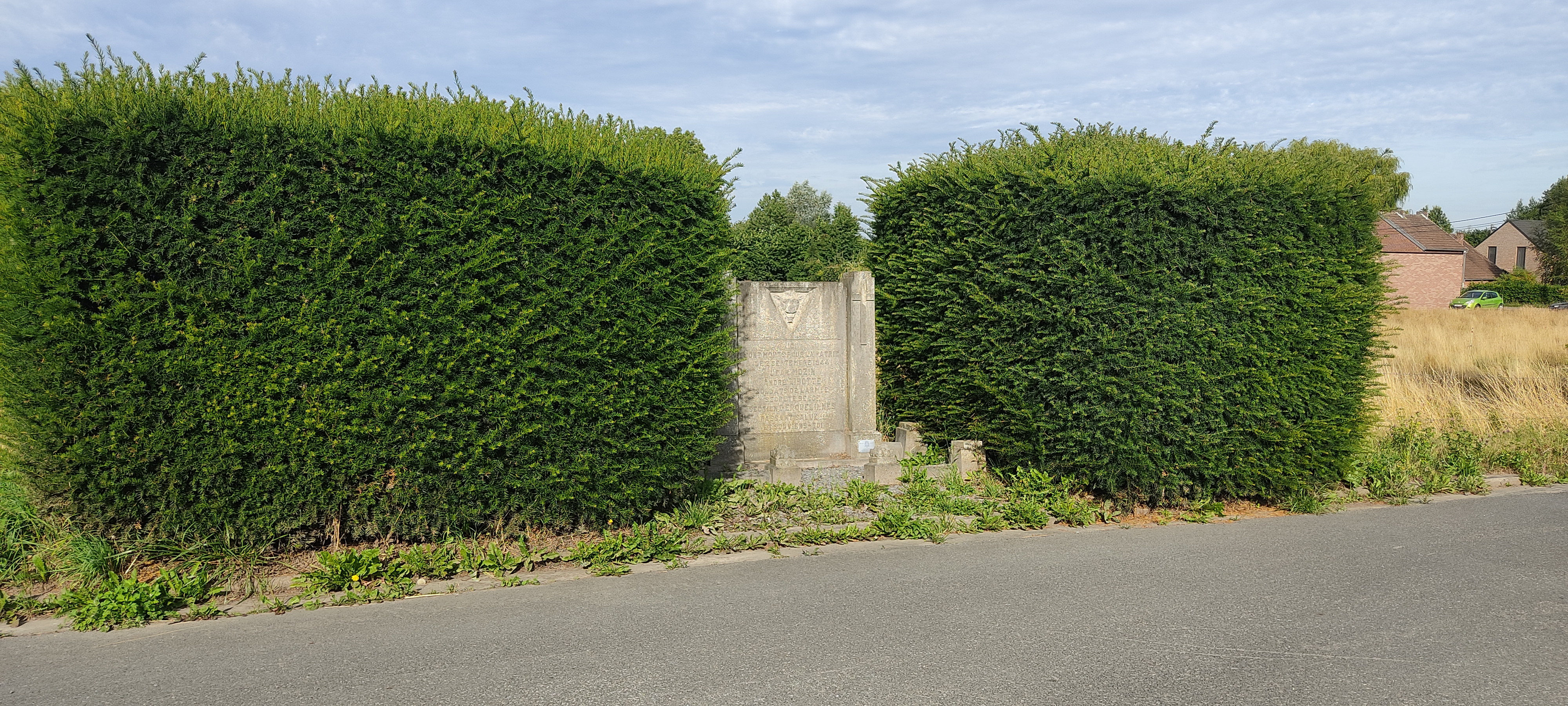
Vue Ensemble Monument Militaire Mozin et Libotte, juillet 2022, Peissant.
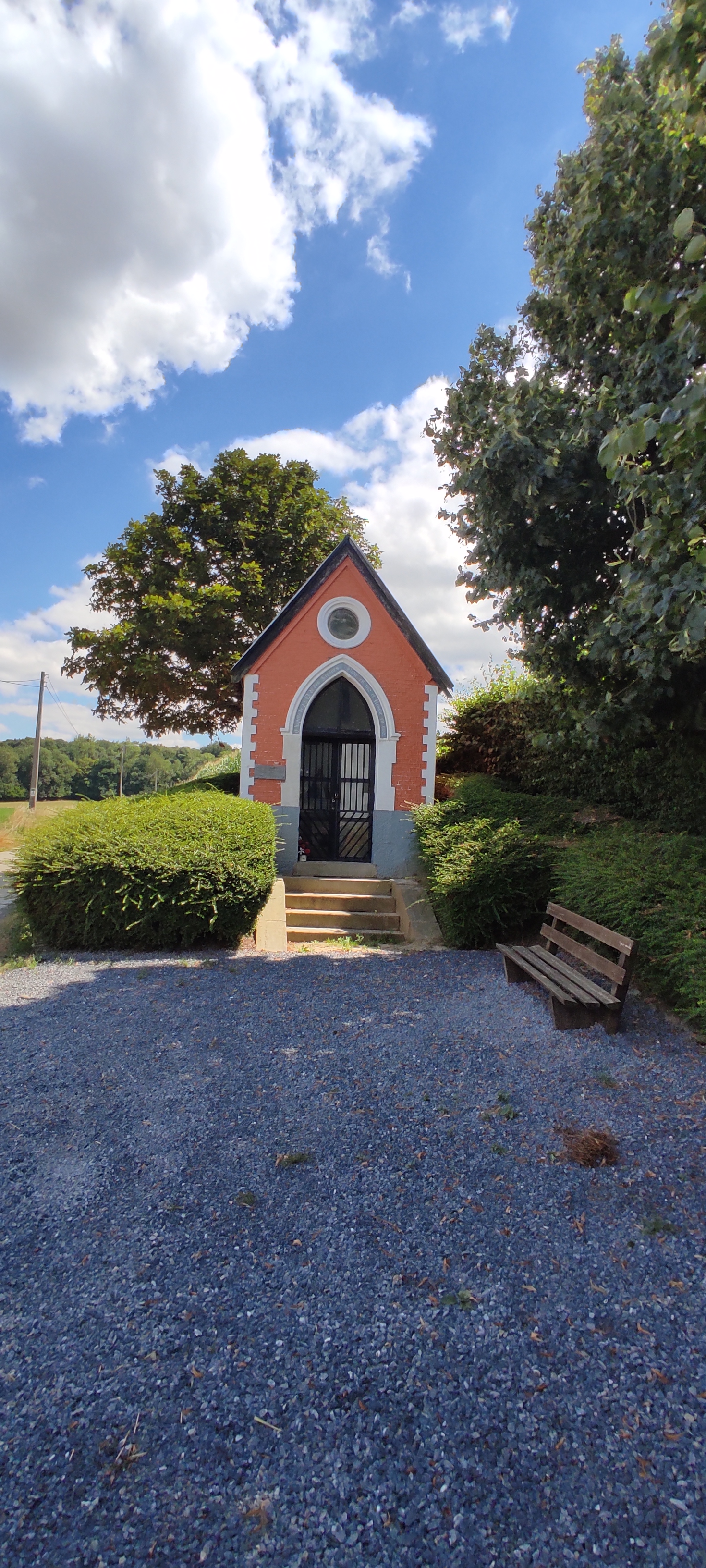
Vue Ensemble Chapelle Notre-Dame de Bon-Secours, juillet 2022, Peissant.
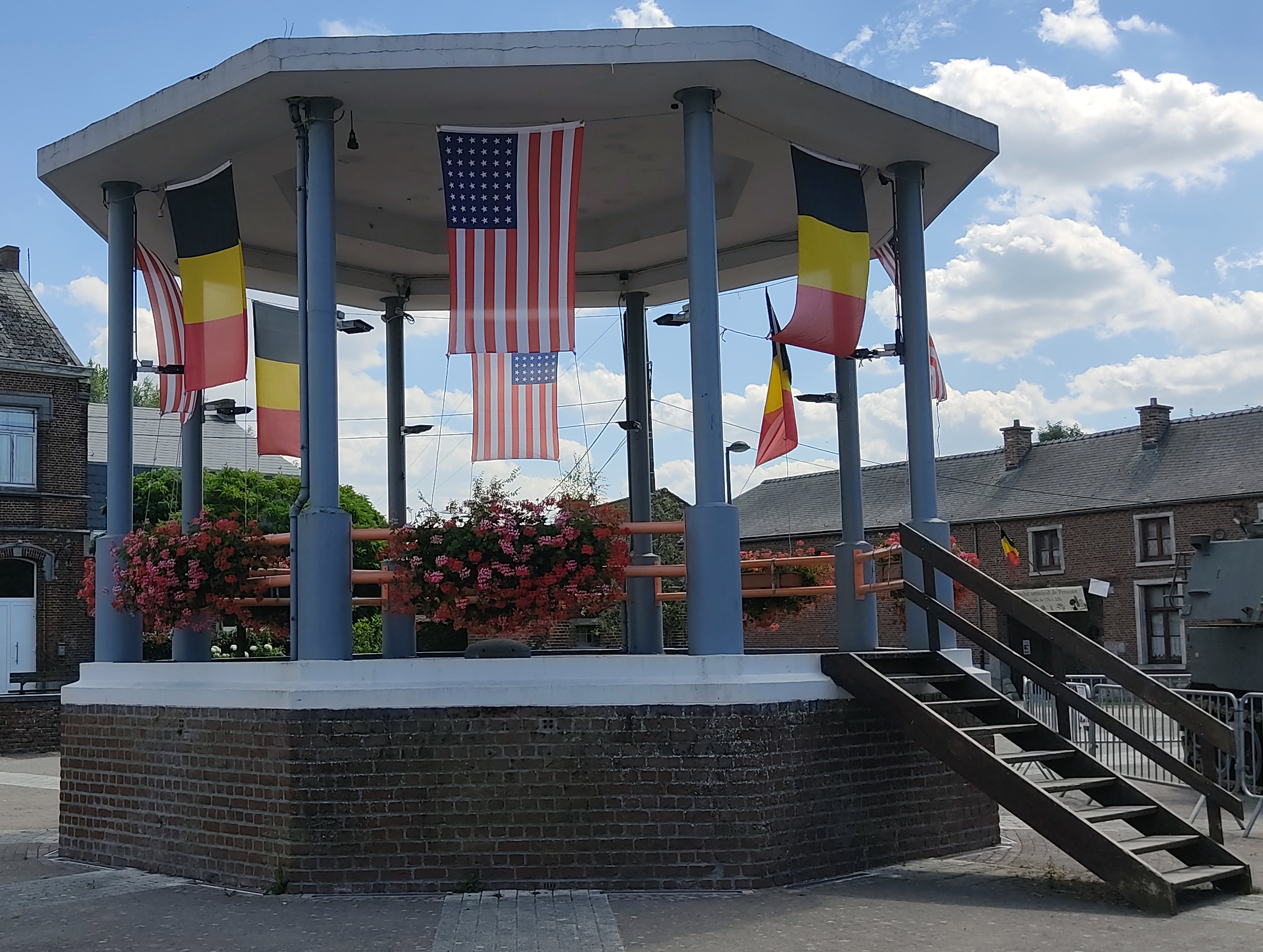
Vue Ensemble Monument Kiosque Mozin et Libotte, juillet 2022, Peissant.

#### Inventaire Patrimoine Immobilier Culturel - IPIC
Géoportail Wallonie à inscrit des bâtiments et lieux du village comme Inventaire Patrimoine Immobilier Culturel - IPIC.

##### Lieux publics
1. Monument religieux à la mémoire de Lourdes, à l'entrée de la rue Paul Hainaut.
2. Monument à la mémoire de Saint-Ghislain au croisement de la rue des Écoles et du RAVeL. Stèle datée de 1851.
3. La seigneurie, Place Mozin et Libotte, également inscrit au Patrimoine, bien classé et zone de protection.
4. Ancienne maison communale, propriété de la commune d'Estinnes, devenue une salle à louer.
5. L'église Saint-Martin, Place Mozin et Libotte, également inscrite au Patrimoine, bien classé et zone de protection.
6. Monument religieux au croisement de la rue de Jeumont et rue de Lobbes.
7. Cimetière de Peissant à la rue de Lobbes vers le bois de Pincemaille.

##### Lieux privés
1. Les deux lotissements aux numéros 6 et 7, rue Jean Leroy.
2. La résidence au numéro 18, rue du Gautiau.
3. L'ensemble des bâtiments au numéro 2, rue du Gautiau.
4. Les bâtiments aux numéros 1, 2, 4, 5 et 6 de l'Avenue de la Place.
5. La résidence au numéro 2, rue Chapeau.
6. À la rue des Écoles, les numéros 1 et 29 + une partie du bâtiment se situant au numéro 11.
7. Les numéros 12 et 13 de la rue de la Science.  - Peissant - Patrimoine IPIC en date d'octobre 2022.

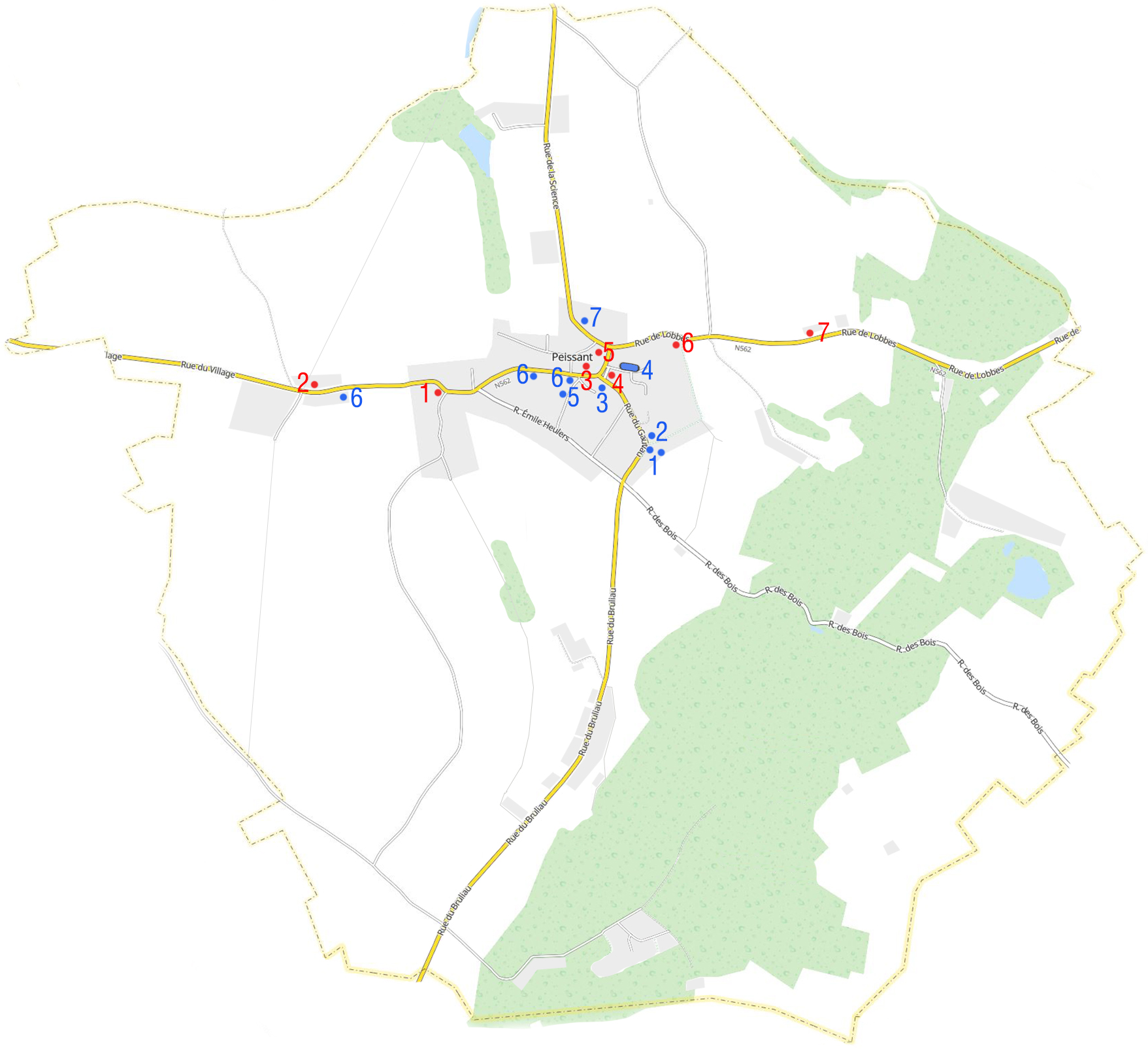
Peissant - Patrimoine IPIC en date d'octobre 2022.
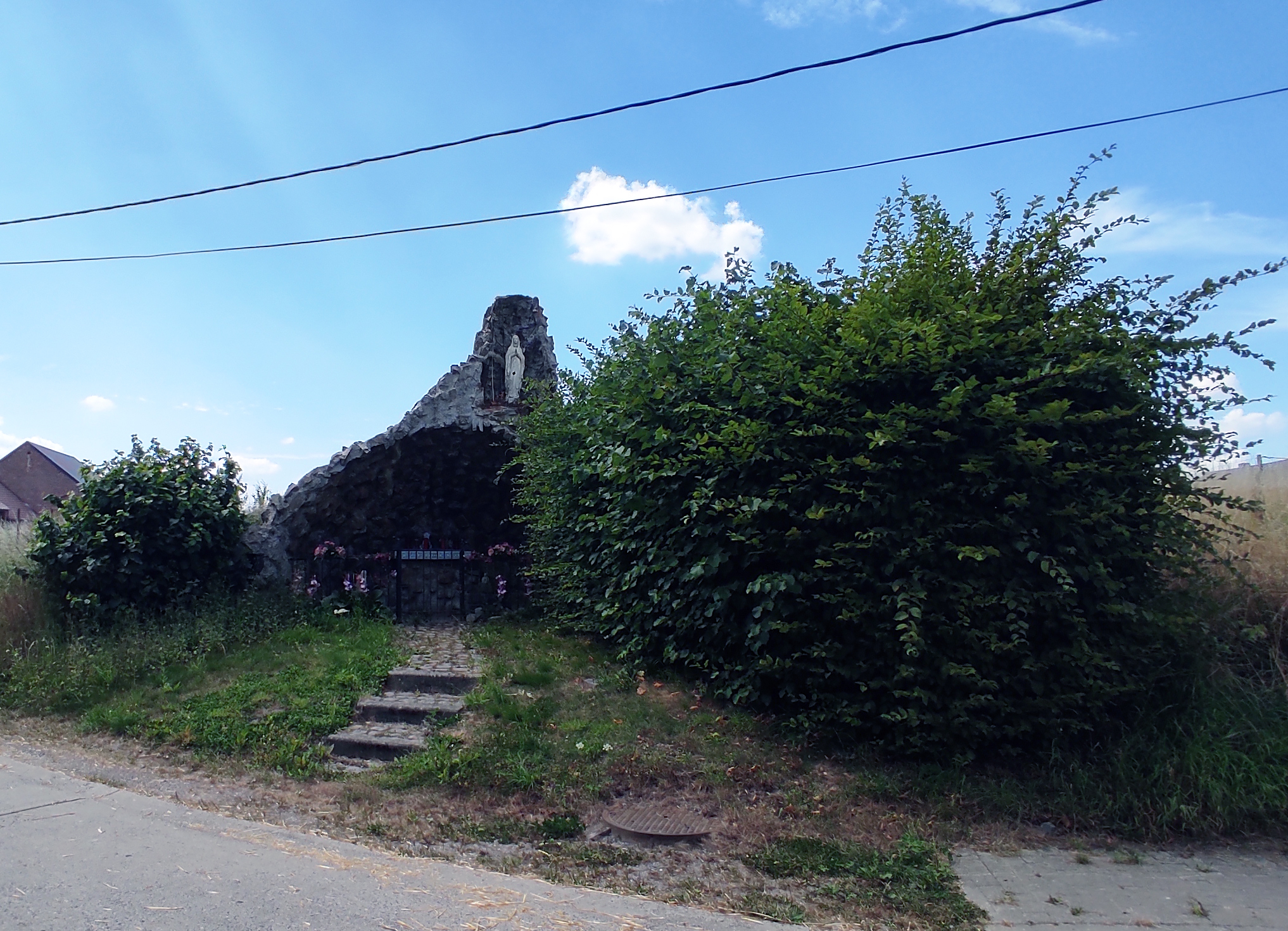
Vue Ensemble Monument rue Paul Hainaut, juillet 2022, Peissant.
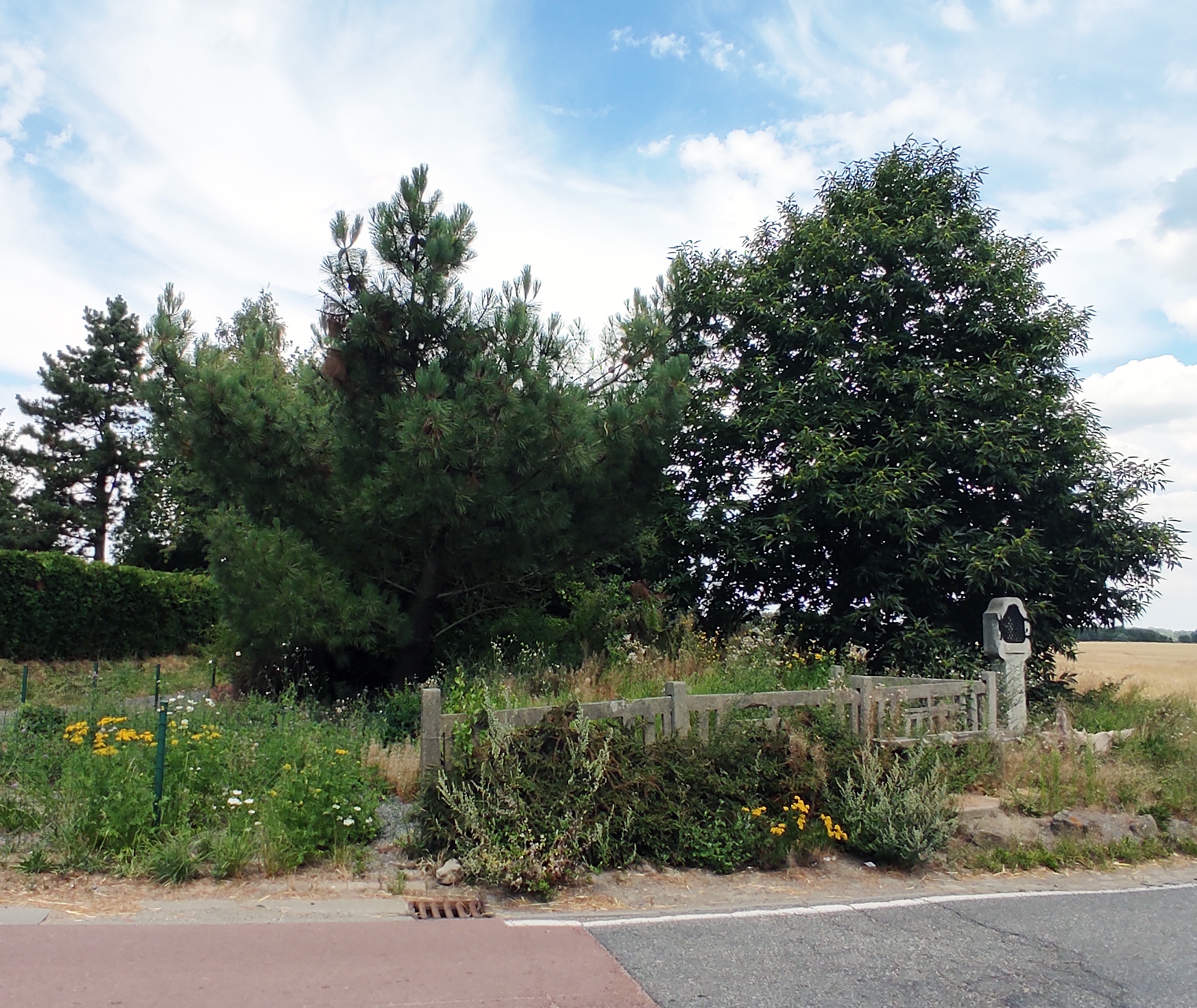
Vue Ensemble Monument Saint-Ghislain, juillet 2022, Peissant.
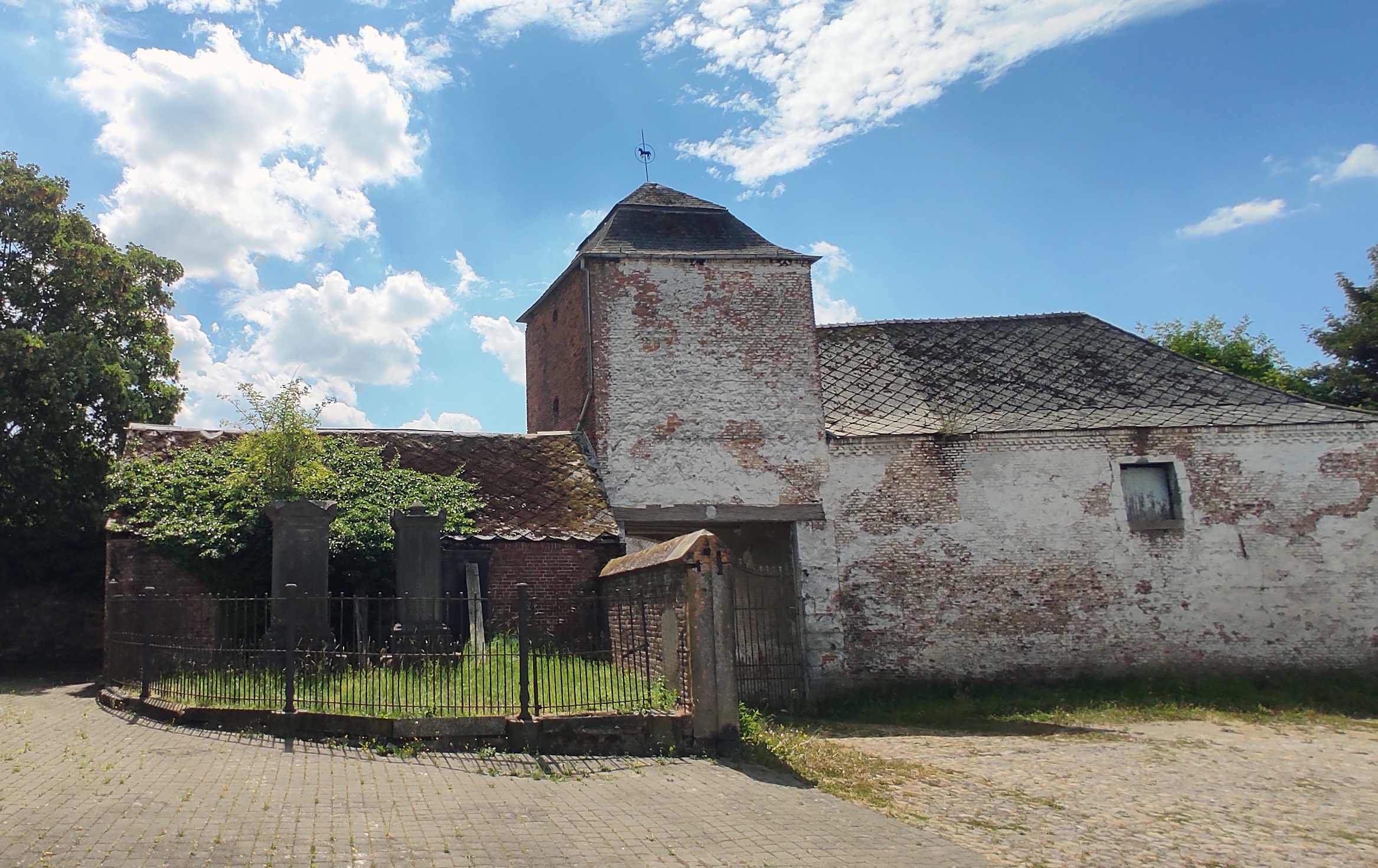
Vue Entrée Principale Seigneurie, juillet 2022, Peissant.
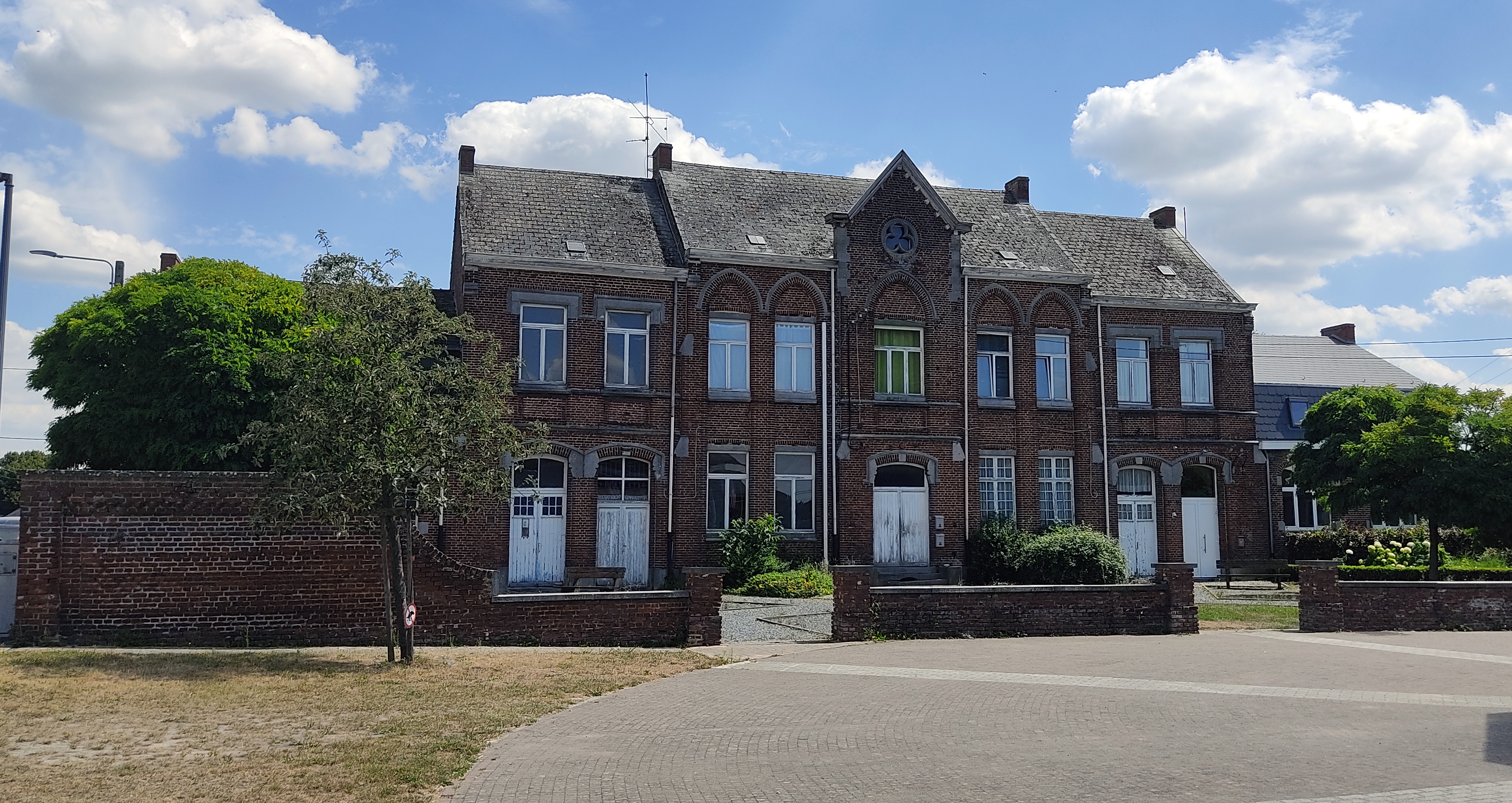
Vue Ensemble Ancienne Maison Communale, place Mozin et Libotte, juillet 2022, Peissant.
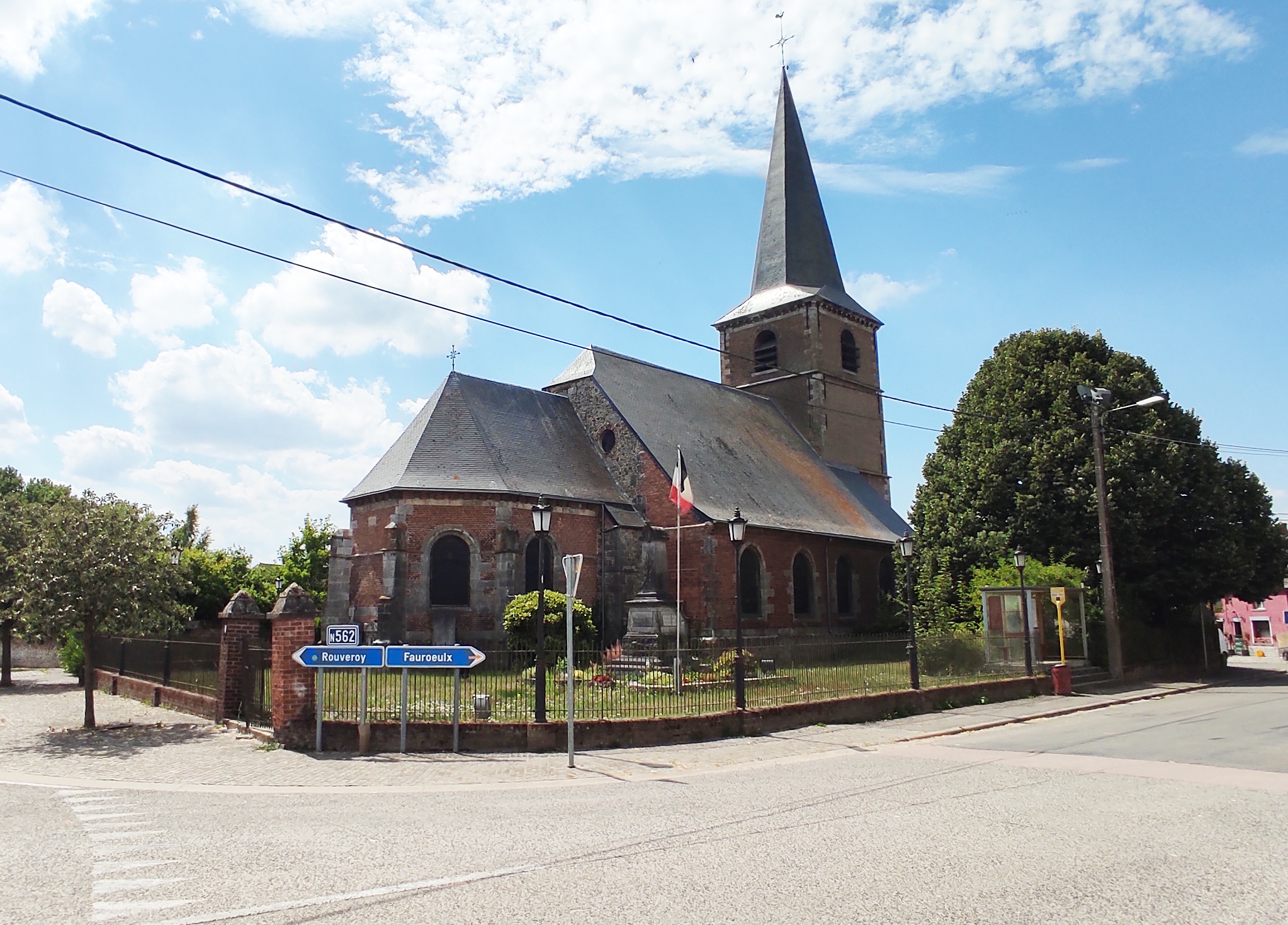
Vue Ensemble Église Saint-Martin, place Monument, juillet 2022, Peissant.
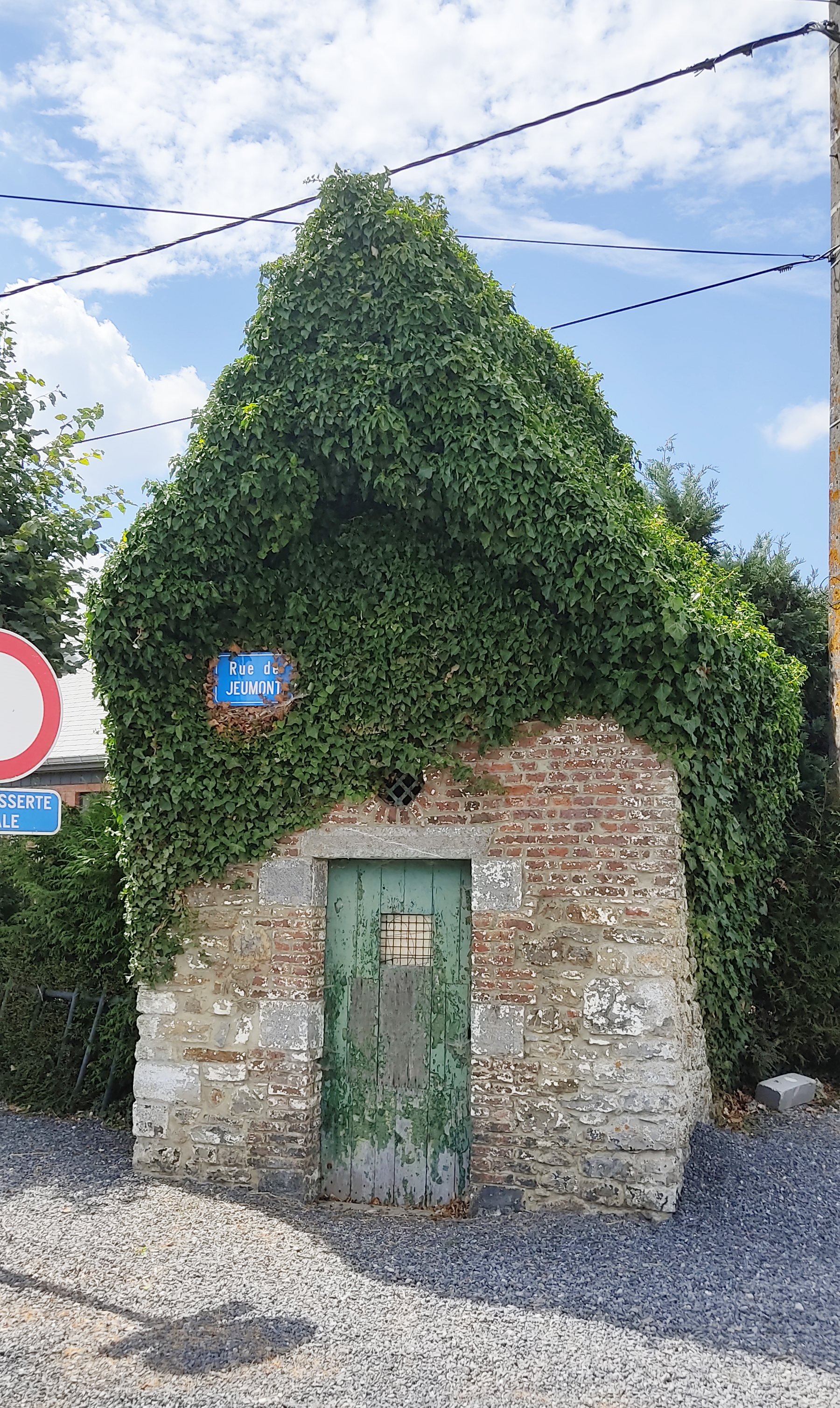
Vue Ensemble Monument rue de Jeumont et rue de Lobbes, juillet 2022, Peissant.

  - Vue Ensemble Monument rue Paul Hainaut, juillet 2022, Peissant.
  - Vue Ensemble Monument Saint-Ghislain, juillet 2022, Peissant.
  - Vue Entrée Principale Seigneurie, juillet 2022, Peissant.
  - Vue Ensemble Ancienne Maison Communale, place Mozin et Libotte, juillet 2022, Peissant.
  - Vue Ensemble Église Saint-Martin, place Monument, juillet 2022, Peissant.
  - Vue Ensemble Monument rue de Jeumont et rue de Lobbes, juillet 2022, Peissant.

### Lieux de curiosité locaux

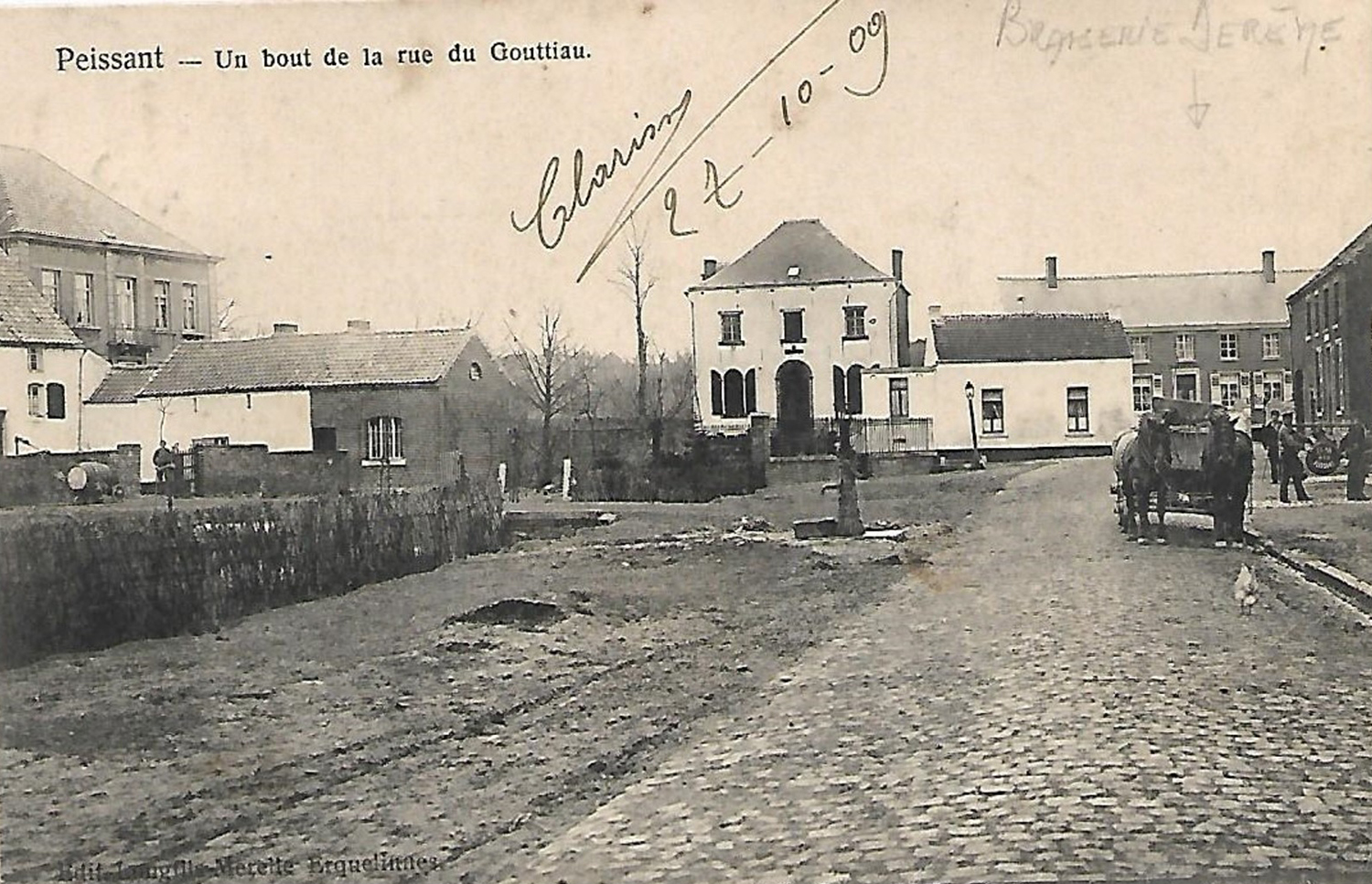
Photographie avec vue sur la brasserie Derême en fin de rue Gouttiau (maintenant la rue Gautiau) - Carte postale - Début XXème siècle.

1. Un bunker de la Seconde Guerre mondiale se trouve dans le bois de Peissant.
2. Monument religieux à la rue Emile Heulers entre les habitations numéro 11 et 13.
3. Brasserie Derême, devenue une habitation privée, au numéro 5 de la rue Jean Leroy.
4. La ligne 108 du RAVeL suit l'ancienne ligne de chemin de fer Ligne 108 qui reliait Erquelinnes à Mariemont et permettait aux ouvriers de Peissant d'acheminer, vers les diverses usines, des produits comme la betterave, blé, bois, sable que produisait le village.
5. L'ancienne gare ferroviaire de Peissant, au croisement RAVeL et rue des Écoles, n'existe plus et à donné place à un complexe agricole.
6. Brasserie de La Praile, devenue une habitation privée, dans la rue de la Praile à la sortie de Peissant vers Fauroeulx[36].

### Folklore
- Cuvée d'Aristée : nom d'une ancienne cuvée de bière d'une des brasseries artisanale de Peissant[37].
- La Neutrale : bière brassée à Erquelinnes pour l'association des Gilles de Peissant[38].
- Pirche : expression plus souvent pour désigner une personne alcoolique (ou simple badaud) dérangeant le voisinage par son tapage nocturne.

#### Anecdotes et Revues de journal

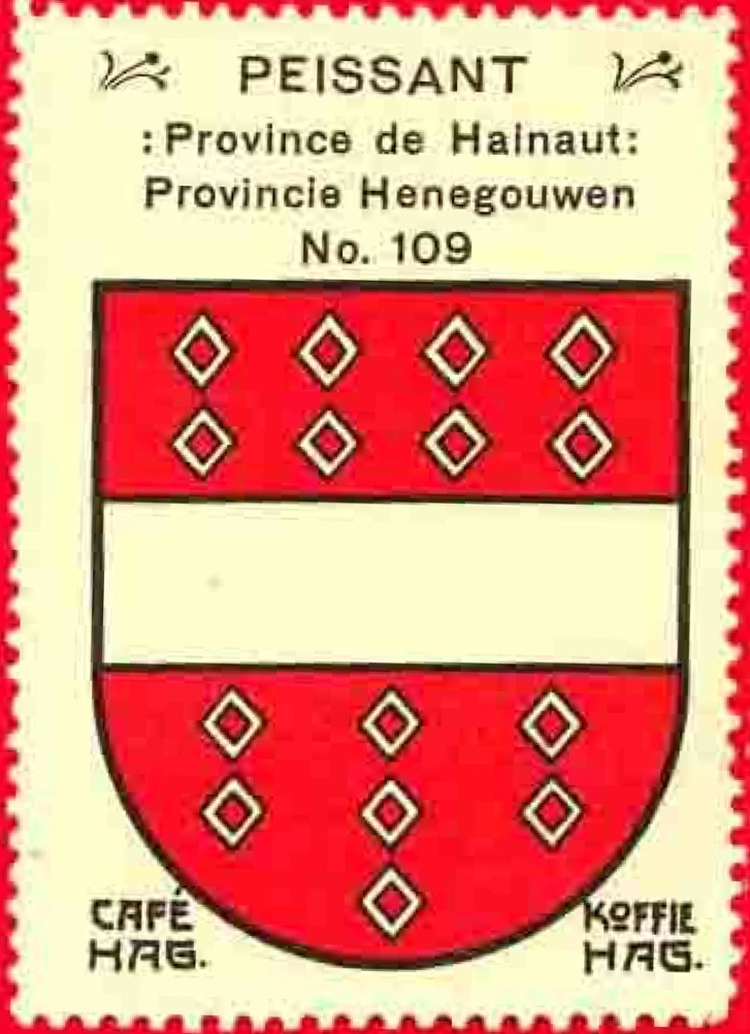
Timbre postal de Peissant - 1931.

- Constantijn Huygens II, fils de Constantijn Huygens, est un artiste néerlandais du XVIIe siècle. Il réalise quelques croquis de l'église Saint-Martin lors de son passage du 27 au 30 août 1677[39],[40].
- Le 01 octobre 1770, Louis Joseph Brocquart reçoit une réponse négative à sa demande pour la création d'un moulin farine à vent au niveau du croisement du ruisseau du Château et ruisseau des Estinnes, auprès du seigneur de Peissant[41].
- 7 février 1864, vers 19h30, une pierre posée volontairement sur le chemin de fer a failli causer la mort de plusieurs personnes, au niveau de la sortie du bois de Peissant[42].
- Le 23 août 1914, le Lieutenant Harold Martin Soames de l'armée Britannique fait un bref passage dans le village. Il décèdera, le jour même à l'Abbaye de Bonne Esperance à la suite d'une reconnaissance à Buvrinnes[43],[44]. Il fait partie des premiers militaires étrangers mort sur le sol belge.
- La sépulture de Richard Povalo (ou Povolo ou Pauvolau), un prisonnier de guerre soviétique qui appartenait à la Résistance Belge, a été découverte en mai 2011 dans le cimetière de Peissant. Né le 17 septembre 1911 et mort le 01 janvier 1945[45].

#### Peissant en dehors du village
- Hôtel de Peissant, rue des Clercs à Mons, est une demeure en pierre bleue construite au cours du dernier quart XVIe siècle pour la famille de Peissant et est un des rares témoins de l'architecture Renaissance Italienne à Mons[46]. Actuellement, elle abrite les bureaux de la Fédération du Tourisme du Hainaut.
- Un château, appartenant à l'époque à Mr Le Comte Cornet de Peissant, est présent dans la ville de Beyghem[47].
- Invitation de mariage de la famille Cornet d'Elzius de Peissant, le 25 juin 1906[48].
- 15 août 1931 dans le journal Le Figaro, on retrouve un détail complet de la cérémonie de mariage, à Dilbeek, de Marie-Estelle de Viron et le comte Emmanuel Cornet d'Elzius de Peissant[49].

## Activité locale
- Club de tennis de table - RCTT Tennis de table Peissant-Vellereille. Le local du club fait office de salle polyvalente
- RAVeL ligne 108 - Binche-Erquelinnes[50] - Autrefois ligne de chemin de fer.
- Marché Artisan, est un marché artisanal de produits et producteurs locaux et bio, en vente directe
- Divers festivités et événements organisés toute l'année par des collectivités externes ou internes au village.
- Nombreux itinéraires balisés sont accessibles à vélo, pied ou cheval[51],[52].
- Le Rally Claudy Desoil, originaire d'Erquelinnes, est un grand évènement sportif automobile qui fait étape au village, depuis sa création en 1983.

### Associations et collectivités
- Association des habitants du Chêne houdiez
- ASBL Quartier de vie Peissant organise les divers évènements du village (fête calendrier, Saint-Nicolas, brocante, soirée à thème etc)
- La Neutrale est l'association des Gilles de Peissant.
- Comité de Refus des Immondices - CRI est créé en 1990 pour lutter contre un projet de décharge publique dans le bois du Chêne-houdiez
- La jeunesse Peissantoise - créée en 2023 par les jeunes du village.